# 陸上自衛隊の独立通信科部隊
陸上自衛隊の独立通信科部隊（りくじょうじえいたいのどくりつつうしんかぶたい）では、陸上自衛隊においてこれまでに編制された師（旅）団に属さない、百の位が1もしくは3で始まるシステム通信科部隊等について記述する。
基地システム通信大隊および本部中隊、搬送通信大隊、指揮所通信大隊、指揮所通信中隊、中枢交換通信（中）隊、基地通信中隊、基地システム通信中隊、映像写真中隊、高射搬送通信中隊、システム防護隊、電子作戦隊、電子戦隊が編成されている。廃止された基地通信隊、基地通信大隊、通信運用大隊、通信運用中隊、搬送通信中隊、通信支援中隊、システム管理隊も記載する。

## 基地システム通信大隊
基地システム通信大隊（きちしすてむつうしんだいたい）は、方面システム通信群隷下のシステム通信科部隊である。基地通信大隊を基幹にシステム管理隊を統合し編成され、方面システム通信群本部が所在する駐屯地にに配置される。基地システム通信大隊本部、基地システム通信大隊本部付隊、基地システム通信中隊および数個の基地通信中隊から編成され、大隊長は2等陸佐が補職される。
基地システム通信大隊の一覧
- 第101基地システム通信大隊（札幌駐屯地）北部方面システム通信群：2004年（平成16年）3月27日新編。
- 第102基地システム通信大隊（健軍駐屯地）西部方面システム通信群：2004年（平成16年）3月27日新編。
- 第103基地システム通信大隊（仙台駐屯地）東北方面システム通信群：2005年（平成17年）3月28日新編。
- 第104基地システム通信大隊（伊丹駐屯地）中部方面システム通信群：2006年（平成18年）3月27日新編。
- 第105基地システム通信大隊（朝霞駐屯地）東部方面システム通信群：2007年（平成19年）3月28日新編。

基地システム通信大隊の概要
第101基地システム通信大隊（だいいちまるいちきちシステムつうしんだいたい）は、陸上自衛隊札幌駐屯地に駐屯する北部方面システム通信群隷下のシステム通信科部隊である。
- 改編部隊：第102基地通信大隊
- 創設　　：2004年（平成16年）3月27日
- 編成地　：札幌駐屯地

- 部隊長　：2等陸佐
- 隊旗　　：青の大隊旗
- 編成　　：
  - 第101基地システム通信大隊本部付隊「101基シ通-本」
  - 第301基地システム通信中隊「301基シ通」
  - 第301基地通信中隊「301基通」（旭川駐屯地）
  - 第302基地通信中隊「302基通」（帯広駐屯地）
  - 第313基地通信中隊「313基通」（東千歳駐屯地）
  - 第314基地通信中隊「314基通」（真駒内駐屯地）

- 上級部隊：北部方面システム通信群

第102基地システム通信大隊（だいいちまるにきちシステムつうしんだいたい）は、陸上自衛隊健軍駐屯地に駐屯する西部方面システム通信群隷下のシステム通信科部隊である。
- 改編部隊：第104基地通信大隊
- 創設　　：2004年（平成16年）3月27日
- 編成地　：健軍駐屯地
- 部隊長　：2等陸佐
- 隊旗　　：青の大隊旗
- 編成　　：
  - 第102基地システム通信大隊本部付隊「102基シ通-本」
  - 第302基地システム通信中隊「302基シ通」
  - 第304基地通信中隊「304基通」（福岡駐屯地）
  - 第319基地通信中隊「319基通」（北熊本駐屯地）
  - 第321基地通信中隊「321基通」（目達原駐屯地）
  - 第322基地通信中隊「322基通」（那覇駐屯地）

- 上級部隊：西部方面システム通信群

第103基地システム通信大隊（だいいちまるさんきちシステムつうしんだいたい）は、陸上自衛隊仙台駐屯地に駐屯する東北方面システム通信群隷下のシステム通信科部隊である。
- 改編部隊：第105基地通信大隊
- 創設　　：2005年（平成17年）3月28日
- 編成地　：仙台駐屯地
- 部隊長　：2等陸佐
- 隊旗　　：青の大隊旗
- 編成　　：
  - 第103基地システム通信大隊本部付隊「103基シ通-本」
  - 第303基地システム通信中隊「303基シ通」
  - 第305基地通信中隊「305基通」（青森駐屯地）
  - 第315基地通信中隊「315基通」（神町駐屯地）

- 上級部隊：東北方面システム通信群

第104基地システム通信大隊（だいいちまるよんきちシステムつうしんだいたい）は、陸上自衛隊伊丹駐屯地に駐屯する中部方面システム通信群隷下のシステム通信科部隊である。
- 改編部隊：第103基地通信大隊
- 創設　　：2006年（平成18年）3月27日
- 編成地　：伊丹駐屯地
- 部隊長　：2等陸佐
- 隊旗　　：青の大隊旗
- 編成　　：
  - 第104基地システム通信大隊本部付隊「104基シ通-本」
  - 第304基地システム通信中隊（伊丹駐屯地）
  - 第306基地通信中隊「306基通」（守山駐屯地）
  - 第312基地通信中隊「312基通」（海田市駐屯地）
  - 第318基地通信中隊「318基通」（千僧駐屯地）
  - 第323基地通信中隊「323基通」（善通寺駐屯地）
- 上級部隊：中部方面システム通信群

第105基地システム通信大隊（だいいちまるごきちシステムつうしんだいたい）は、陸上自衛隊朝霞駐屯地に駐屯する東部方面システム通信群隷下のシステム通信科部隊である。
- 改編部隊：第101基地通信大隊
- 創設　　：2007年（平成19年）3月28日
- 編成地　：朝霞駐屯地
- 部隊長　：2等陸佐
- 隊旗　　：青の大隊旗
- 編成　　：
  - 第105基地システム通信大隊本部付隊「105基シ通-本」
  - 第305基地システム通信中隊「305基シ通」
  - 第316基地通信中隊「316基通」（練馬駐屯地）
  - 第317基地通信中隊「317基通」（相馬原駐屯地）
  - 第320基地通信中隊「320基通」（霞ヶ浦駐屯地）

- 上級部隊：東部方面システム通信群

基地システム通信大隊の沿革
- 2004年（平成16年）3月27日：第102基地通信大隊（札幌駐屯地）を廃止・改編し、第101基地システム通信大隊を札幌駐屯地に新編。
- 2004年（平成16年）3月27日：第104基地通信大隊（健軍駐屯地）を廃止・改編し、第102基地システム通信大隊を健軍駐屯地に新編。
- 2005年（平成17年）3月28日：第105基地通信大隊（仙台駐屯地）を廃止・改編し、第103基地システム通信大隊を仙台駐屯地に新編。
- 2006年（平成18年）3月27日：第103基地通信大隊（伊丹駐屯地）を廃止・改編し、第104基地システム通信大隊を伊丹駐屯地に新編。
- 2007年（平成19年）3月28日：第101基地通信大隊（朝霞駐屯地）を廃止・改編し、第105基地システム通信大隊を朝霞駐屯地に新編。

## 搬送通信大隊
搬送通信大隊（はんそうつうしんだいたい）は、陸上自衛隊のシステム通信科部隊である。2個大隊が編成された。
搬送通信大隊の一覧
※太字は、廃止部隊。
- 第101搬送通信大隊（久里浜駐屯地）中央野外通信群：

- 第102搬送通信大隊（札幌駐屯地）北部方面通信群：2001年（平成13年）3月25日廃止。

搬送通信大隊の概要
第101搬送通信大隊（だいいちまるいちはんそうううしんだいたい）は、陸上自衛隊久里浜駐屯地に駐屯する中央野外通信群隷下のシステム通信科部隊である。
- 創設　　：不明
- 編成地　：久里浜駐屯地
- 部隊長　：2等陸佐
- 隊旗　　：青の大隊旗

- 編制　　：
  - 第101搬送通信大隊本部
  - 第101搬送通信大隊本部付隊「101搬通-本」
  - 第1重搬送中隊「101搬通-1」：無線搬送装置1号 JMRC-C17/R17等
  - 第2重搬送中隊「101搬通-2」：無線搬送装置1号 JMRC-C17/R17等
  - 構成中隊「101搬通-構」：無線搬送端局装置3号 JMRC-C41等
- 上級部隊：

1. 中央野外通信隊：新編から1968年（昭和43年）2月29日の間。
2. 中央野外通信群：1968年（昭和43年）3月1日から

- 備考　　：

第102搬送通信大隊（だいいちまるにはんそうううしんだいたい）は、陸上自衛隊札幌駐屯地に駐屯していた北部方面通信群隷下にあった通信科部隊で2001年（平成13年）3月24日に廃止された。
- 創設　　：不明
- 編成地　：札幌駐屯地
- 部隊長　：2等陸佐
- 隊旗　　：青の大隊旗
- 車両表示：「102搬通-本」
- 上級部隊：

1. 北部方面通信隊：1960年（昭和35年）1月14日から1968年（昭和43年）2月29日の間。
2. 北部方面通信群：1968年（昭和43年）3月1日から2001年（平成13年）3月25日の間。

- 廃止　　：2001年（平成13年）3月24日
- 廃止地　：札幌駐屯地
- 後継部隊：第101中枢交換通信隊

搬送通信大隊の沿革
- 時期不明：第101搬送通信大隊が久里浜駐屯地に新編。
- 時期不明：第102搬送通信大隊が札幌駐屯地に新編。
- 1960年（昭和35年）1月14日：北部方面通信隊が札幌駐屯地に新編され、第102搬送通信大隊が編合。
- 1968年（昭和43年）3月1日：

1. 北部方面通信隊（札幌駐屯地）が北部方面通信群に称号変更され、第102搬送通信大隊が編合。
2. 中央野外通信隊（久里浜駐屯地）が中央野外通信群に称号変更され、第101搬送通信大隊が編合。

- 2001年（平成13年）3月26日：第102搬送通信大隊（札幌駐屯地）を廃止・改編し、第101中枢交換通信隊を札幌駐屯地に新編。

## 指揮所通信大隊
指揮所通信大隊（しきしょつうしんだいたい）は、方面システム通信群隷下のシステム通信科部隊で隊長は2等陸佐が充てられる。方面総監部、方面直轄部隊のためのシステム通信組織を構成・維持・運営を任務とし指揮所通信大隊本部、本部付隊、指揮所通信中隊および通信支援中隊からなる。通信群隷下部隊であった通信運用大隊を分割改編し、第101から第105まで5個大隊が編制され、各方面隊の方面システム通信群隷下に1個大隊が編合されている。
指揮所通信大隊の一覧
- 第101指揮所通信大隊（札幌駐屯地）北部方面システム通信群：
- 第102指揮所通信大隊（仙台駐屯地）東北方面システム通信群：
- 第103指揮所通信大隊（健軍駐屯地）西部方面システム通信群：
- 第104指揮所通信大隊（伊丹駐屯地）中部方面システム通信群：
- 第105指揮所通信大隊（朝霞駐屯地）東部方面システム通信群：

指揮所通信大隊の概要
第101指揮所通信大隊（だいいちまるいちしきしょつうしんだいたい）は、陸上自衛隊札幌駐屯地（北海道札幌市）に駐屯する北部方面システム通信群隷下のシステム通信科部隊である。
- 改編部隊：第102通信運用大隊
- 創設　　：2001年（平成13年）3月26日
- 編成地　：札幌駐屯地
- 部隊長　：2等陸佐
- 隊旗　　：青の大隊旗
- 編制　　：
  - 第101指揮所通信大隊本部
  - 第101指揮所通信大隊本部付隊「101指通-本」
  - 指揮所通信中隊「101指通-指」
  - 通信支援中隊「101指通-支」：北海道内全域に展開し、ユーザーに対する野外通信支援を実施する[1]。

- 上級部隊：北部方面システム通信群

第102指揮所通信大隊（だいいちまるにしきしょつうしんだいたい）は、陸上自衛隊仙台駐屯地（宮城県仙台市）に駐屯する東北方面システム通信群隷下のシステム通信科部隊である。
- 改編部隊：第105通信運用大隊
- 創設　　：2005年（平成17年）3月28日
- 編成地　：仙台駐屯地
- 部隊長　：2等陸佐
- 隊旗　　：青の大隊旗
- 編制　　：
  - 第102指揮所通信大隊本部
  - 第102指揮所通信大隊本部付隊「102指通-本」
  - 指揮所通信中隊「102指通-指」
  - 通信支援中隊「102指通-支」
- 上級部隊：東北方面システム通信群

第103指揮所通信大隊（だいいちまるさんしきしょつうしんだいたい）は、陸上自衛隊健軍駐屯地（熊本県熊本市）に駐屯する西部方面システム通信群隷下のシステム通信科部隊である。
- 改編部隊：第103通信運用大隊
- 創設　　：2009年（平成21年）3月26日
- 編成地　：健軍駐屯地
- 部隊長　：2等陸佐
- 隊旗　　：青の大隊旗
- 編制　　：
  - 第103指揮所通信大隊本部
  - 第103指揮所通信大隊本部付隊「103指通-本」
  - 指揮所通信中隊「103指通-指」
  - 通信支援中隊「103指通-支」
- 上級部隊：西部方面システム通信群

第104指揮所通信大隊（だいいちまるよんしきしょつうしんだいたい）は、陸上自衛隊伊丹駐屯地（兵庫県伊丹市）に駐屯する中部方面システム通信群隷下のシステム通信科部隊である。
- 改編部隊：第104通信運用大隊
- 創設　　：2012年（平成24年）3月26日
- 編成地　：伊丹駐屯地
- 部隊長　：2等陸佐
- 隊旗　　：青の大隊旗
- 編制　　：
  - 第104指揮所通信大隊本部
  - 第104指揮所通信大隊本部付隊「104指通-本」
  - 指揮所通信中隊「104指通-指」
  - 通信支援隊「104指通-支」
- 上級部隊：中部方面システム通信群

第105指揮所通信大隊（だいいちまるごしきしょつうしんだいたい）は、陸上自衛隊朝霞駐屯地（埼玉県朝霞市）に駐屯する東部方面システム通信群隷下のシステム通信科部隊である。
- 改編部隊：第106通信運用大隊
- 創設　　：2016年（平成28年）3月28日
- 編成地　：朝霞駐屯地
- 部隊長　：2等陸佐
- 隊旗　　：青の大隊旗
- 編制　　：
  - 第105指揮所通信大隊本部
  - 第105指揮所通信大隊本部付隊「105指通-本」
  - 指揮所通信中隊「105指通-指」
  - 通信支援中隊「105指通-支」
- 上級部隊：東部方面システム通信群

指揮所通信大隊の沿革
- 2001年（平成13年）3月26日：第102通信運用大隊（札幌駐屯地）を改編し、第101指揮所通信大隊を札幌駐屯地に新編。
- 2005年（平成17年）3月28日：第105通信運用大隊（仙台駐屯地）を改編し、第102指揮所通信大隊を仙台駐屯地に新編。
- 2009年（平成21年）3月26日：第103通信運用大隊（健軍駐屯地）を改編し、第103指揮所通信大隊を健軍駐屯地に新編。
- 2012年（平成24年）3月26日：第104通信運用大隊（伊丹駐屯地）を改編し、第104指揮所通信大隊を伊丹駐屯地に新編。
- 2016年（平成28年）3月28日：第106通信運用大隊（朝霞駐屯地）を改編し、第105指揮所通信大隊を朝霞駐屯地に新編。

## 第301指揮所通信中隊
第301指揮所通信中隊（だいさんまるいちしきしょつうしんちゅうたい）は、陸上自衛隊朝霞駐屯地に駐屯する中央野外通信群隷下のシステム通信科部隊である。
- 任務　　：陸上総隊司令部のための野外システム通信組織の構成維持を担当する。

- 改編部隊：第301通信運用中隊
- 創設　　：2018年（平成30年）3月27日
- 編成地　：久里浜駐屯地
- 部隊長　：3等陸佐
- 隊旗　　：青の中隊旗（甲）
- 車両表示：301指通
- 駐屯地　：朝霞駐屯地（2018年（平成30年）3月27日から）
- 上級部隊：中央野外通信群

指揮所通信中隊の沿革
- 2018年（平成30年）3月27日：第301通信運用中隊（久里浜駐屯地）を改編し、第301指揮所通信中隊を新編。朝霞駐屯地に移駐。

## 中枢交換通信（中）隊
中枢交換通信隊（ちゅうすうこうかんつうしんたい）は、方面隊の行動地域にに展開して骨幹通信網を維持し、ユーザーに対する野外通信支援を実施するシステム通信群隷下のシステム通信科部隊。北部方面隊に大隊規模で1個、他の方面隊に中隊が4個編成され各方面システム通信群に編合されている。
中枢交換通信（中）隊の一覧
- 第101中枢交換通信隊（札幌駐屯地）北部方面システム通信群：

- 第301中枢交換通信中隊（仙台駐屯地）東北方面システム通信群：
- 第302中枢交換通信中隊（健軍駐屯地）西部方面システム通信群：
- 第303中枢交換通信中隊（伊丹駐屯地）中部方面システム通信群：
- 第304中枢交換通信中隊（朝霞駐屯地）東部方面システム通信群：

### 第101中枢交換通信隊
第101中枢交換通信隊（だいいちまるいちちゅうすうこうかんつうしんたい）は、陸上自衛隊札幌駐屯地（北海道札幌市中央区）に駐屯する北部方面システム通信群隷下のシステム通信科部隊である。
- 概要　　：北部方面システム通信群のみ大隊規模の隊編成となっている。全道に展開して骨幹通信網を維持し、ユーザーに対する野外通信支援を実施する。
- 改編部隊：第102搬送通信大隊
- 創設　　：2001年（平成13年）3月26日
- 編成地　：札幌駐屯地
- 部隊長　：2等陸佐
- 隊旗　　：青の大隊旗
- 車両表示：101中枢交
- 上級部隊：北部方面システム通信群

### 中枢交換通信中隊
中枢交換通信中隊（ちゅうすうこうかんつうしんちゅうたい）は、方面システム通信群隷下の3等陸佐が指揮官のシステム通信科部隊である。第301から第304の4個中隊が編成されている。
中枢交換通信中隊の概要
第301中枢交換通信中隊（だいさんまるいちちゅうすうこうかんつうしんちゅうたい）は、陸上自衛隊仙台駐屯地（宮城県仙台市）に駐屯する東北方面システム通信群隷下のシステム通信科部隊である。
- 改編部隊：第303搬送通信中隊
- 創設　　：2005年（平成17年）3月28日
- 編成地　：仙台駐屯地
- 部隊長　：3等陸佐
- 隊旗　　：青の中隊旗（甲）
- 車両表示：301中枢交
- 上級部隊：東北方面システム通信群

第302中枢交換通信中隊（だいさんまるにちゅうすうこうかんつうしんちゅうたい）は、陸上自衛隊健軍駐屯地（熊本県熊本市東区）に駐屯する西部方面システム通信群隷下のシステム通信科部隊である。
- 改編部隊：第301搬送通信中隊・第302通信支援中隊
- 創設　　：2009年（平成21年）3月26日
- 編成地　：健軍駐屯地
- 部隊長　：3等陸佐
- 隊旗　　：青の中隊旗（甲）
- 車両表示：302中枢交
- 上級部隊：西部方面システム通信群

第303中枢交換通信中隊（だいさんまるさんちゅうすうこうかんつうしんちゅうたい）は、陸上自衛隊伊丹駐屯地（兵庫県伊丹市）に駐屯する中部方面システム通信群隷下のシステム通信科部隊である。
- 改編部隊：第302搬送通信中隊
- 創設　　：2012年（平成24年）3月26日
- 編成地　：伊丹駐屯地
- 部隊長　：3等陸佐
- 隊旗　　：青の中隊旗（甲）
- 車両表示：303中枢交
- 上級部隊：中部方面システム通信群

第304中枢交換通信中隊（だいさんまるよんちゅうすうこうかんつうしんちゅうたい）は、陸上自衛隊朝霞駐屯地（埼玉県朝霞市）に駐屯する東部方面システム通信群隷下のシステム通信科部隊である。
- 改編部隊：第304搬送通信中隊
- 創設　　：2016年（平成28年）3月28日
- 編成地　：朝霞駐屯地
- 部隊長　：3等陸佐
- 隊旗　　：青の中隊旗（甲）
- 車両表示：304中枢交
- 上級部隊：東部方面システム通信群

中枢交換通信（中）隊の沿革
- 2001年（平成13年）3月26日：第102搬送通信大隊（札幌駐屯地）を改編し、第101中枢交換通信隊を札幌駐屯地に新編。

- 2005年（平成17年）3月28日：第303搬送通信中隊（仙台駐屯地）を改編し、第301中枢交換通信中隊を仙台駐屯地に新編。
- 2009年（平成21年）3月26日：第301搬送通信中隊（健軍駐屯地）・第302通信支援中隊を改編し、第302中枢交換通信中隊を健軍駐屯地に新編。
- 2012年（平成24年）3月26日：第302搬送通信中隊（伊丹駐屯地）を改編し、第303中枢交換通信中隊を伊丹駐屯地に新編。
- 2016年（平成28年）3月28日：第304搬送通信中隊（朝霞駐屯地）を改編し、第304中枢交換通信中隊を朝霞駐屯地に新編。

## 基地通信中隊
基地通信中隊（きちつうしんちゅうたい）は、方面システム通信群隷下のシステム通信科部隊である。
1975年（昭和50年）3月にナンバリングされた基地通信隊が行っていた各駐屯地単位の通信業務方式を廃止し、基地通信隊を基幹に基地通信中隊を編成し、師団単位で地域を担任する通信業務方式に変更された。師団・旅団司令部等が所在する駐屯地に中隊本部、電話隊（有線通信を担当）、信務電信隊（無線通信を担当）および搬送隊（多重通信と衛星通信を担当）を置き、隊長は、3等陸佐が充てられる。担当地域内の駐屯地には派遣隊を分派し、各駐屯地への派遣隊は、これらの機能を持つ３班で構成され、隊長は3等陸尉が充てられる。
基地通信中隊の一覧
- 第301基地通信中隊「301基通」（旭川駐屯地）第101基地システム通信大隊（札幌駐屯地）北部方面システム通信群：第2師団地区担当
- 第302基地通信中隊「302基通」（帯広駐屯地）第101基地システム通信大隊（札幌駐屯地）北部方面システム通信群：第5旅団地区担当
- 第303基地通信中隊：詳細不明
- 第304基地通信中隊「304基通」（福岡駐屯地）第102基地システム通信大隊（健軍駐屯地）西部方面システム通信群：第4師団地区担当
- 第305基地通信中隊「305基通」（青森駐屯地）第103基地システム通信大隊（仙台駐屯地）東北方面システム通信群：第9師団地区担当
- 第306基地通信中隊「306基通」（守山駐屯地）第104基地システム通信大隊（伊丹駐屯地）中部方面システム通信群：第10師団地区担当
- 第312基地通信中隊「312基通」（海田市駐屯地）第104基地システム通信大隊（伊丹駐屯地）中部方面システム通信群：第13旅団地区担当
- 第313基地通信中隊「313基通」（東千歳駐屯地）第101基地システム通信大隊（札幌駐屯地）北部方面システム通信群：第7師団地区担当
- 第314基地通信中隊「314基通」（真駒内駐屯地）第101基地システム通信大隊（札幌駐屯地）北部方面システム通信群：第11旅団地区担当
- 第315基地通信中隊「315基通」（神町駐屯地）第103基地システム通信大隊（仙台駐屯地）東北方面システム通信群：第6師団地区担当
- 第316基地通信中隊「316基通」（練馬駐屯地）第105基地システム通信大隊（朝霞駐屯地）東部方面システム通信群：第1師団地区担当
- 第317基地通信中隊「317基通」（相馬原駐屯地）第105基地システム通信大隊（朝霞駐屯地）東部方面システム通信群：第12旅団地区担当
- 第318基地通信中隊「318基通」（千僧駐屯地）第104基地システム通信大隊（伊丹駐屯地）中部方面システム通信群：第3師団地区担当
- 第319基地通信中隊「319基通」（北熊本駐屯地）第102基地システム通信大隊（健軍駐屯地）西部方面システム通信群：第8師団地区担当
- 第320基地通信中隊「320基通」（霞ヶ浦駐屯地）第105基地システム通信大隊（朝霞駐屯地）東部方面システム通信群：東部方面隊直轄部隊担当
- 第321基地通信中隊「321基通」（目達原駐屯地）第102基地システム通信大隊（健軍駐屯地）西部方面システム通信群：西部方面隊直轄部隊担当
- 第322基地通信中隊「322基通」（那覇駐屯地）第102基地システム通信大隊（健軍駐屯地）西部方面システム通信群：第15旅団地区担当
- 第323基地通信中隊「323基通」（善通寺駐屯地）第104基地システム通信大隊（伊丹駐屯地）中部方面システム通信群：第14旅団地区担当

廃止された基地通信中隊の一覧
- 第307基地通信中隊「307基通」（札幌駐屯地）第102基地通信大隊（札幌駐屯地）北部方面通信群：2004年（平成16年）3月26日廃止し、第301基地システム通信中隊に改編。
- 第308基地通信中隊「308基通」（仙台駐屯地）第105通信運用大隊（仙台駐屯地）東北方面通信群：2005年（平成17年）3月27日廃止し、第303基地システム通信中隊に改編。
- 第309基地通信中隊「309基通」（朝霞駐屯地）第101基地通信大隊（朝霞駐屯地）東部方面通信群：2007年（平成19年）3月27日廃止し、第305基地システム通信中隊に改編。
- 第310基地通信中隊「310基通」（伊丹駐屯地）第103基地通信大隊（伊丹駐屯地）中部方面通信群：2006年（平成18年）3月26日廃止し、第304基地システム通信中隊に改編。
- 第311基地通信中隊「311基通」（健軍駐屯地）第104基地通信大隊（健軍駐屯地）西部方面通信群：2004年（平成16年）3月26日廃止し、第302基地システム通信中隊に改編。

基地通信中隊の概要
第301基地通信中隊（だいさんまるいちきちつうしんちゅたい）は、陸上自衛隊旭川駐屯地に駐屯する第101基地システム通信大隊（札幌駐屯地）隷下のシステム通信科部隊である。第2師団地区を担当する。
- 創設　　：
- 編成地　：旭川駐屯地
- 部隊長　：3等陸佐
- 隊旗　　：青の中隊旗（甲）
- 車両表示：301基通
- 上級部隊：第101基地システム通信大隊（札幌駐屯地）北部方面システム通信群
- 隷下部隊：
  - 上富良野派遣隊（上富良野駐屯地）
  - 名寄派遣隊（名寄駐屯地）
  - 遠軽派遣隊（遠軽駐屯地）
  - 留萌派遣隊（留萌駐屯地）
  - 稚内派遣隊（稚内分屯地）
  - 礼文派遣隊（礼文分屯地）
  - 多田派遣隊（多田分屯地）
  - 近文台派遣隊（近文台分屯地）
  - 沼田派遣隊（沼田分屯地）
- 備考　　：

第302基地通信中隊（だいさんまるにきちつうしんちゅたい）は、陸上自衛隊帯広駐屯地に駐屯する第101基地システム通信大隊（札幌駐屯地）隷下のシステム通信科部隊である。第5旅団地区を担当する。
- 創設　　：
- 編成地　：帯広駐屯地
- 車両表示：302基通
- 部隊長　：3等陸佐
- 隊旗　　：青の中隊旗（甲）
- 上級部隊：第101基地システム通信大隊（札幌駐屯地）北部方面システム通信群
- 隷下部隊：
  - 釧路派遣隊（釧路駐屯地）
  - 美幌派遣隊（美幌駐屯地）
  - 鹿追派遣隊（鹿追駐屯地）
  - 別海派遣隊（別海駐屯地）
  - 足寄派遣隊（足寄分屯地）
  - 標津派遣隊（標津分屯地）
- 備考　　：

第304基地通信中隊（だいさんまるよんきちつうしんちゅうたい）は、陸上自衛隊福岡駐屯地に駐屯する第102基地システム通信大隊（健軍駐屯地）隷下のシステム通信科部隊である。第4師団地区を担当する。
- 創設　　：
- 編成地　：福岡駐屯地
- 車両表示：304基通
- 部隊長　：3等陸佐
- 隊旗　　：青の中隊旗（甲）
- 上級部隊：第102基地システム通信大隊（健軍駐屯地）西部方面システム通信群：
- 隷下部隊：
  - 春日派遣隊（春日駐屯地）
  - 小倉派遣隊（小倉駐屯地）
  - 富野派遣隊（富野分屯地）
  - 飯塚派遣隊（飯塚駐屯地）
  - 対馬派遣隊（対馬駐屯地）
  - 別府派遣隊（別府駐屯地）
  - 大分派遣隊（大分分屯地）
  - 湯布院派遣隊（湯布院駐屯地）
  - 玖珠派遣隊（玖珠駐屯地）
- 備考　　：

第305基地通信中隊（だいさんまるごきちつうしんちゅたい）は、陸上自衛隊青森駐屯地に駐屯する第103基地システム通信大隊（仙台駐屯地）隷下のシステム通信科部隊である。第9師団地区を担当する。
- 創設　　：
- 編成地　：青森駐屯地
- 部隊長　：3等陸佐
- 隊旗　　：青の中隊旗（甲）
- 車両表示：305基通
- 上級部隊：第103基地システム通信大隊（仙台駐屯地）東北方面システム通信群
- 隷下部隊：
  - 弘前派遣隊（弘前駐屯地）
  - 八戸派遣隊（八戸駐屯地）
  - 秋田派遣隊（秋田駐屯地）
  - 岩手派遣隊（岩手駐屯地）
- 備考　　：

第306基地通信中隊（だいさんまるろくきちつうしんちゅたい）は、陸上自衛隊守山駐屯地に駐屯する第104基地システム通信大隊（伊丹駐屯地）中部方面システム通信群隷下のシステム通信科部隊である。第10師団地区を担当する。
- 創設　　：
- 編成地　：守山駐屯地
- 部隊長　：3等陸佐
- 隊旗　　：青の中隊旗（甲）
- 車両表示：306基通
- 上級部隊：第104基地システム通信大隊（伊丹駐屯地）中部方面システム通信群
- 隷下部隊：
  - 岐阜派遣隊（岐阜分屯地）
  - 富山派遣隊（富山駐屯地）
  - 金沢派遣隊（金沢駐屯地）
  - 鯖江派遣隊（鯖江駐屯地）
  - 春日井派遣隊（春日井駐屯地）
  - 豊川派遣隊（豊川駐屯地）
  - 久居派遣隊（久居駐屯地）
  - 明野派遣隊（明野駐屯地）
- 備考　　：

第312基地通信中隊（だいさんいちにきちつうしんちゅたい）は、陸上自衛隊海田市駐屯地に駐屯する第104基地システム通信大隊（伊丹駐屯地）隷下のシステム通信科部隊である。第13旅団地区を担当する。
- 創設　　：
- 編成地　：海田市駐屯地
- 部隊長　：3等陸佐
- 隊旗　　：青の中隊旗（甲）
- 車両表示：312基通
- 上級部隊：第104基地システム通信大隊（伊丹駐屯地）中部方面システム通信群
- 隷下部隊：
  - 米子派遣隊（米子駐屯地）
  - 美保派遣隊（美保分屯地）
  - 出雲派遣隊（出雲駐屯地）
  - 日本原派遣隊（日本原駐屯地）
  - 三軒屋派遣隊（三軒屋駐屯地）
  - 山口派遣隊（山口駐屯地）
  - 防府派遣隊（防府分屯地）

- 備考　　：

第313基地通信中隊（だいさんいちさんきちつうしんちゅたい）は、陸上自衛隊東千歳駐屯地に駐屯する第101基地システム通信大隊（札幌駐屯地）隷下のシステム通信科部隊である。第7師団地区を担当する。
- 創設　　：
- 編成地　：東千歳駐屯地
- 部隊長　：3等陸佐
- 隊旗　　：青の中隊旗（甲）
- 車両表示：313基通
- 上級部隊：第101基地システム通信大隊（札幌駐屯地）北部方面システム通信群
- 隷下部隊：
  - 北千歳派遣隊（北千歳駐屯地）
  - 島松派遣隊（島松駐屯地）
  - 北恵庭派遣隊（北恵庭駐屯地）
  - 南恵庭派遣隊（南恵庭駐屯地）
  - 静内派遣隊（静内駐屯地）
  - 白老派遣隊（白老駐屯地）
  - 幌別派遣隊（幌別駐屯地）
  - 安平派遣隊（安平駐屯地）
  - 早来派遣隊（早来分屯地）
  - 日高派遣隊（日高分屯地）

- 備考　　：

第314基地通信中隊（だいさんいちよんきちつうしんちゅたい）は、陸上自衛隊真駒内駐屯地に駐屯する第101基地システム通信大隊（札幌駐屯地）隷下のシステム通信科部隊である。第11旅団地区を担当する。
- 創設　　：
- 編成地　：真駒内駐屯地
- 部隊長　：3等陸佐
- 隊旗　　：青の中隊旗（甲）
- 車両表示：314基通
- 上級部隊：第101基地システム通信大隊（札幌駐屯地）北部方面システム通信群
- 隷下部隊：
  - 丘珠派遣隊（丘珠駐屯地）
  - 函館派遣隊（函館駐屯地）
  - 滝川派遣隊（滝川駐屯地）
  - 岩見沢派遣隊（岩見沢駐屯地）
  - 美唄派遣隊（美唄駐屯地）
  - 倶知安派遣隊（倶知安駐屯地）
  - 苗穂派遣隊（苗穂分屯地）
- 備考　　：

第315基地通信中隊（だいさんいちごきちつうしんちゅたい）は、陸上自衛隊神町駐屯地に駐屯する第103基地システム通信大隊（仙台駐屯地）隷下のシステム通信科部隊である。第6師団地区を担当する。
- 創設　　：
- 編成地　：神町駐屯地
- 部隊長　：3等陸佐
- 隊旗　　：青の中隊旗（甲）
- 車両表示：315基通
- 上級部隊：第103基地システム通信大隊（仙台駐屯地）東北方面システム通信群
- 隷下部隊：
  - 福島派遣隊（福島駐屯地）
  - 郡山派遣隊（郡山駐屯地）
- 備考　　：

第316基地通信中隊（だいさんいちろくきちつうしんちゅうたい）は、陸上自衛隊練馬駐屯地に駐屯する第105基地システム通信大隊（朝霞駐屯地）隷下のシステム通信科部隊である。第1師団地区を担当する。
- 創設　　：
- 編成地　：練馬駐屯地
- 部隊長　：3等陸佐
- 隊旗　　：青の中隊旗（甲）
- 車両表示：316基通
- 上級部隊：第105基地システム通信大隊（朝霞駐屯地）東部方面システム通信群
- 隷下部隊：
  - 十条派遣隊（十条駐屯地）
  - 三宿派遣隊（三宿駐屯地）
  - 用賀派遣隊（用賀駐屯地）
  - 横浜派遣隊（横浜駐屯地）
  - 武山派遣隊（武山駐屯地）
  - 久里浜派遣隊（久里浜駐屯地）
  - 目黒派遣隊（目黒駐屯地）
- 備考　　：

第317基地通信中隊（だいさんいちななきちつうしんちゅうたい）は、陸上自衛隊相馬原駐屯地に駐屯する第105基地システム通信大隊（朝霞駐屯地）隷下のシステム通信科部隊である。第12旅団地区を担当する。
- 創設　　：
- 編成地　：相馬原駐屯地
- 部隊長　：3等陸佐
- 隊旗　　：青の中隊旗（甲）
- 車両表示：317基通
- 上級部隊：第105基地システム通信大隊（朝霞駐屯地）東部方面システム通信群
- 隷下部隊：
  - 新町派遣隊（新町駐屯地）
  - 吉井派遣隊（吉井分屯地）
  - 宇都宮派遣隊（宇都宮駐屯地）
  - 北宇都宮派遣隊（北宇都宮駐屯地）
  - 新発田派遣隊（新発田駐屯地）
  - 高田派遣隊（高田駐屯地）
  - 松本派遣隊（松本駐屯地）
- 備考　　：

第318基地通信中隊（だいさんいちはちきちつうしんちゅうたい）は、陸上自衛隊千僧駐屯地に駐屯する第104基地システム通信大隊（伊丹駐屯地）隷下のシステム通信科部隊である。第3師団地区を担当する。
- 創設　　：
- 編成地　：千僧駐屯地
- 部隊長　：3等陸佐
- 隊旗　　：青の中隊旗（甲）
- 車両表示：318基通
- 上級部隊：第104基地システム通信大隊（伊丹駐屯地）中部方面システム通信群
- 隷下部隊：
  - 八尾派遣隊（八尾駐屯地）
  - 宇治派遣隊（宇治駐屯地）
  - 祝園派遣隊（祝園分屯地）
  - 桂派遣隊（桂駐屯地）
  - 福知山派遣隊（福知山駐屯地）
  - 大久保派遣隊（大久保駐屯地）
  - 信太山派遣隊（信太山駐屯地）
  - 大津派遣隊（大津駐屯地）
  - 今津派遣隊（今津駐屯地）
  - 青野原派遣隊（青野原駐屯地）
  - 姫路派遣隊（姫路駐屯地）
  - 和歌山派遣隊（和歌山駐屯地）

- 備考　　：

第319基地通信中隊（だいさんいちきゅうきちつうしんちゅうたい）は、陸上自衛隊北熊本駐屯地に駐屯する第102基地システム通信大隊（健軍駐屯地）隷下のシステム通信科部隊である。第8師団地区を担当する。
- 創設　　：
- 編成地　：北熊本駐屯地
- 部隊長　：3等陸佐
- 隊旗　　：青の中隊旗（甲）
- 車両表示：319基通
- 上級部隊：第102基地システム通信大隊（健軍駐屯地）西部方面システム通信群：
- 隷下部隊：
  - えびの派遣隊（えびの駐屯地）
  - 都城派遣隊（都城駐屯地）
  - 川内派遣隊（川内駐屯地）
  - 国分派遣隊（国分駐屯地）
  - 高遊原派遣隊（高遊原分屯地）
  - 奄美派遣隊（奄美駐屯地）
  - 瀬戸内派遣隊（瀬戸内分屯地）

- 備考　　：

第320基地通信中隊（だいさんにいまるきちつうしんちゅうたい）は、陸上自衛隊霞ヶ浦駐屯地に駐屯する第105基地システム通信大隊（朝霞駐屯地）隷下のシステム通信科部隊である。東部方面隊直轄部隊が駐屯する駐屯地を担当する。
- 創設　　：
- 編成地　：霞ヶ浦駐屯地
- 部隊長　：3等陸佐
- 隊旗　　：青の中隊旗（甲）
- 車両表示：320基通
- 上級部隊：第105基地システム通信大隊（朝霞駐屯地）東部方面システム通信群
- 隷下部隊：
  - 古河派遣隊（古河駐屯地）
  - 勝田派遣隊（勝田駐屯地）
  - 土浦派遣隊（土浦駐屯地）
  - 松戸派遣隊（松戸駐屯地）
  - 習志野派遣隊（習志野駐屯地）
  - 下志津派遣隊（下志津駐屯地）
  - 木更津派遣隊（木更津駐屯地）
- 備考　　：

第321基地通信中隊（だいさんにいいちきちつうしんちゅうたい）は、陸上自衛隊目達原駐屯地に駐屯する第102基地システム通信大隊（健軍駐屯地）隷下のシステム通信科部隊である。西部方面隊直轄部隊が駐屯する駐屯地を担当する。
- 創設　　：
- 編成地　：目達原駐屯地
- 部隊長　：3等陸佐
- 隊旗　　：青の中隊旗（甲）
- 車両表示：321基通
- 上級部隊：第102基地システム通信大隊（健軍駐屯地）西部方面システム通信群
- 隷下部隊：
  - 鳥栖派遣隊（鳥栖分屯地）
  - 小郡派遣隊（小郡駐屯地）
  - 久留米派遣隊（久留米駐屯地）
  - 前川原派遣隊（前川原駐屯地）
  - 相浦派遣隊（相浦駐屯地）
  - 崎辺派遣隊（崎辺分屯地）
  - 大村派遣隊（大村駐屯地）
  - 竹松派遣隊（竹松駐屯地）
- 備考　　：

第322基地通信中隊（だいさんにいにきちつうしんちゅうたい）は、陸上自衛隊那覇駐屯地（沖縄県那覇市）に駐屯する第102基地システム通信大隊（健軍駐屯地）隷下のシステム通信科部隊である。第15旅団地区を担当する。
- 改編部隊：第416基地通信隊（那覇駐屯地）
- 創設　　：2010年（平成22年）3月26日
- 編成地　：那覇駐屯地
- 部隊長　：3等陸佐
- 隊旗　　：青の中隊旗（甲）
- 車両表示：322基通
- 上級部隊：第102基地システム通信大隊（健軍駐屯地）西部方面システム通信群
- 隷下部隊：
  - 八重瀬派遣隊（八重瀬分屯地）
  - 与那国派遣隊（与那国駐屯地）
  - 宮古派遣隊（宮古島駐屯地）

- 備考　　：

第323基地通信中隊（だいさんにいさんきちつうしんちゅうたい）は、陸上自衛隊善通寺屯地（香川県善通寺市）に駐屯する第104基地システム通信大隊（伊丹駐屯地）隷下のシステム通信科部隊である。第14旅団地区を担当する。
- 改編部隊：四国に配置された第312基地通信中隊の派遣隊。
- 創設　　：2012年（平成24年）3月26日
- 編成地　：善通寺駐屯地
- 部隊長　：3等陸佐
- 隊旗　　：青の中隊旗（甲）
- 車両表示：323基通
- 上級部隊：第104基地システム通信大隊（伊丹駐屯地）中部方面システム通信群
- 隷下部隊：
  - 高知派遣隊（高知駐屯地）
  - 松山派遣隊（松山駐屯地）
  - 徳島派遣隊（徳島駐屯地）
  - 北徳島派遣隊（北徳島分屯地）
- 備考　　：

基地通信中隊の沿革
- 1960年（昭和35年）
  - 1月14日：第301基地通信中隊が旭川駐屯地に新編。
  - 1月20日：第382基地通信中隊稚内派遣隊（現第301基地通信中隊稚内派遣隊）が稚内分屯地に新編。
- 1968年（昭和43年）3月：基地通信隊を改編。第314基地通信中隊滝川派遣隊を滝川駐屯地に新編。
- 1975年（昭和50年）3月26日：基地通信業務を駐屯地単位方式から地域担任方式に改編。

1. 第301基地通信中隊上富良野派遣隊を上富良野駐屯地に新編。
2. 第305基地通信中隊岩手派遣隊を岩手駐屯地に新編。
3. 第101基地通信大隊第309基地通信中隊板妻派遣隊を板妻駐屯地に新編。
4. 第309基地通信中隊横浜派遣隊を横浜駐屯地に新編。
5. 第314基地通信中隊豊平派遣隊を豊平駐屯地に新編。
6. 第315基地通信中隊福島派遣隊を福島駐屯地に新編。
7. 第307基地通信隊（富士駐屯地）より、第309基地通信中隊滝ヶ原派遣隊として独立。
8. 第331基地通信隊（三軒屋駐屯地）を廃止し、第312基地通信中隊三軒屋派遣隊に改編[2]。
9. 第410基地通信隊（富山駐屯地）を廃止し、第306基地通信中隊富山派遣隊に改編。
10. 第304基地通信隊（古河駐屯地）を廃止し、第316基地通信中隊古河派遣隊に改称。
11. 第412基地通信隊（和歌山駐屯地）を廃止し、第318基地通信中隊和歌山派遣隊に改編。

- 1994年（平成06年）
  - 1月：第309基地通信中隊横浜派遣隊が第316基地通信中隊横浜派遣隊に改編。
  - 11月28日：第316基地通信中隊目黒派遣隊を目黒駐屯地に新編。
- 2000年（平成12年）3月27日：第316基地通信中隊芝浦派遣隊（芝浦分屯地）を廃止。
- 2004年（平成16年）3月26日：

1. 第307基地通信中隊（札幌駐屯地）を廃止し、第301基地システム通信中隊に改編。
2. 第311基地通信中隊（健軍駐屯地）を廃止し、第302基地システム通信中隊に改編。

- 2005年（平成17年）3月27日：第308基地通信中隊（仙台駐屯地）を廃止し、第303基地システム通信中隊に改編。
- 2006年（平成18年）
  - 1月1日：与座分屯地の八重瀬分屯地への改称により、第322基地通信中隊八重瀬派遣隊に改称。
  - 3月26日：第310基地通信中隊（伊丹駐屯地）を廃止し、第304基地システム通信中隊に改編。
- 2007年（平成19年）3月27日：第309基地通信中隊（朝霞駐屯地）を廃止し、第305基地システム通信中隊に改編。
- 2008年（平成20年）3月24日：城野分屯地閉鎖に伴い、第304基地通信中隊城野派遣隊（城野分屯地）を廃止。
- 2010年（平成22年）3月26日：

1. 第416基地通信隊（那覇駐屯地）が廃止・改編され、第322基地通信中隊（第15旅団地域担当）を那覇駐屯地に新編し、第102基地システム通信大隊（健軍駐屯地）に編合。
2. 第322基地通信中隊（那覇駐屯地）の八重瀬派遣隊を八重瀬分屯地に新編。
3. 第312基地通信中隊高知派遣隊が高知駐屯地第2営舎地区から第1営舎地区に移駐。

- 2012年（平成24年）3月26日：

1. 第312基地通信中隊善通寺派遣隊が廃止・改編され、第323基地通信中隊（第14旅団地域担当）を善通寺駐屯地に新編し、第104基地システム通信大隊（伊丹駐屯地）に編合。
2. 第323基地通信中隊（善通寺駐屯地）の徳島派遣隊を徳島駐屯地に新編。
3. 第312基地通信中隊松山派遣隊が廃止・改編され、第323基地通信中隊（善通寺駐屯地）の松山派遣隊を松山駐屯地に新編。
4. 第312基地通信中隊高知派遣隊が廃止・改編され、第323基地通信中隊（善通寺駐屯地）の高知派遣隊を高知駐屯地に新編。
5. 第312基地通信中隊北徳島派遣隊が廃止・改編され、第323基地通信中隊（善通寺駐屯地）の北徳島派遣隊を北徳島分屯地に新編。

- 2015年（平成27年）3月26日：第314基地通信中隊豊平派遣隊（豊平駐屯地）が廃止。
- 2016年（平成28年）3月28日：第322基地通信中隊（那覇駐屯地）の与那国派遣隊を与那国駐屯地に新編。
- 2018年（平成30年）3月27日：第312基地通信中隊（海田市駐屯地）の美保派遣隊を航空自衛隊美保基地に併設された美保分屯地に新編。
- 2019年（平成31年）3月26日：

1. 第319基地通信中隊（北熊本駐屯地）の奄美派遣隊を奄美駐屯地に、瀬戸内派遣隊を瀬戸内分屯地に新編。
2. 第321基地通信中隊（目達原駐屯地）の崎辺派遣隊を崎辺分屯地に新編。
3. 第322基地通信中隊（那覇駐屯地）の宮古派遣隊を宮古島駐屯地に新編。

## 基地システム通信中隊
基地システム通信中隊（きちシステムシステムつうしんちゅうたい）は、方面システム通信群隷下のシステム通信科部隊である。方面総監部の所在する駐屯地に配置されていた基地通信中隊を改編して編成された。
- 第303基地システム通信中隊（仙台駐屯地）東北方面システム通信群：
- 第304基地システム通信中隊（伊丹駐屯地）中部方面システム通信群：
- 第305基地システム通信中隊（朝霞駐屯地）東部方面システム通信群：

基地システム通信中隊の概要
第301基地システム通信中隊（だいさんまるいちきちシステムつうしんちゅうたい）は、陸上自衛隊札幌駐屯地に駐屯する北部方面システム通信群隷下のシステム通信科部隊である。
- 改編部隊：第307基地通信中隊
- 創設　　：2004年（平成16年）3月27日
- 編成地　：札幌駐屯地
- 部隊長　：3等陸佐
- 隊旗　　：青の中隊旗（甲）
- 車両表示：301基シ通
- 編成　　：
  - 中隊本部
  - ネットワーク運営隊
  - システム運営隊
- 派遣隊　：
- 上級部隊：北部方面システム通信群

第302基地システム通信中隊（だいさんまるにきちシステムつうしんちゅうたい）は、陸上自衛隊健軍駐屯地に駐屯する西部方面システム通信群隷下のシステム通信科部隊である。
- 改編部隊：第311基地通信中隊
- 創設　　：2004年（平成16年）3月27日
- 編成地　：健軍駐屯地
- 部隊長　：3等陸佐
- 隊旗　　：青の中隊旗（甲）
- 車両表示：302基シ通
- 編成　　：
  - 中隊本部
  - ネットワーク運営隊
  - システム運営隊
- 派遣隊　：
  - 熊本派遣隊（熊本駐屯地）

- 上級部隊：西部方面システム通信群

第303基地システム通信中隊（だいさんまるさんきちシステムつうしんちゅうたい）は、陸上自衛隊仙台駐屯地に駐屯する東北方面システム通信群隷下のシステム通信科部隊である。
- 改編部隊：第308基地通信中隊
- 創設　　：2005年（平成17年）3月28日
- 編成地　：仙台駐屯地
- 部隊長　：3等陸佐
- 隊旗　　：青の中隊旗（甲）
- 車両表示：303基シ通
- 編成　　：
  - 中隊本部
  - ネットワーク運営隊
  - システム運営隊
- 派遣隊　：
  - 反町派遣隊（反町分屯地）
  - 大和派遣隊（大和駐屯地）
  - 多賀城派遣隊（多賀城駐屯地）
  - 霞目派遣隊（霞目駐屯地）
  - 船岡派遣隊（船岡駐屯地）

- 上級部隊：東北方面システム通信群

第304基地システム通信中隊（だいさんまるよんきちシステムつうしんちゅうたい）は、陸上自衛隊伊丹駐屯地に駐屯する中部方面システム通信群隷下のシステム通信科部隊である。
- 改編部隊：第310基地通信中隊
- 創設　　：2006年（平成18年）3月27日
- 編成地　：伊丹駐屯地
- 部隊長　：3等陸佐
- 隊旗　　：青の中隊旗（甲）
- 車両表示：304基シ通
- 編成　　：
  - 中隊本部
  - ネットワーク運営隊
  - システム運営隊
- 派遣隊　：
- 上級部隊：中部方面システム通信群

第305基地システム通信中隊（だいさんまるごきちシステムつうしんちゅうたい）は、陸上自衛隊朝霞駐屯地に駐屯する東部方面システム通信群隷下のシステム通信科部隊である。
- 改編部隊：第309基地通信中隊
- 創設　　：2007年（平成19年）3月28日
- 編成地　：朝霞駐屯地
- 部隊長　：3等陸佐
- 隊旗　　：青の中隊旗（甲）
- 車両表示：305基シ通
- 編成　　：
  - 中隊本部
  - ネットワーク運営隊
  - システム運営隊
- 派遣隊　：
  - 大宮派遣隊（大宮駐屯地）
  - 座間派遣隊（座間駐屯地）
  - 小平派遣隊（小平駐屯地）
  - 東立川派遣隊（東立川駐屯地）
  - 立川派遣隊（立川駐屯地）
  - 北富士派遣隊（北富士駐屯地）
  - 富士派遣隊（富士駐屯地）
  - 駒門派遣隊（駒門駐屯地）
  - 滝ヶ原派遣隊（滝ヶ原駐屯地）[3]
    - 信電班
    - 電話班
    - 搬送班

  - 板妻派遣隊（板妻駐屯地）
- 上級部隊：東部方面システム通信群

基地システム通信中隊の沿革
- 2004年（平成16年）3月27日：

1. 第301基地システム通信中隊を札幌駐屯地に新編。
2. 第302基地システム通信中隊を健軍駐屯地に新編。

- 2005年（平成17年）3月28日：第303基地システム通信中隊を仙台駐屯地に新編。
- 2006年（平成18年）3月27日：第304基地システム通信中隊を伊丹駐屯地で新編。
- 2007年（平成19年）3月28日：第305基地システム通信中隊を朝霞駐屯地に新編。

## 第301映像写真中隊
「第301映像写真中隊」を参照。

## 第301写真中隊（廃止）
第301写真中隊（だいさんまるいちしゃしんちゅうたい）は、陸上自衛隊市ヶ谷駐屯地に駐屯していた通信団隷下の通信科部隊で2000年（平成12年）3月27日に廃止された。
- 創設　　：1954年（昭和29年）9月25日
- 編成地　：豊島分屯地
- 部隊長　：3等陸佐
- 隊旗　　：青の中隊旗（甲）
- 車両表示：301写
- 駐屯地　：

1. 豊島分屯地：1954年（昭和29年）9月25日から
2. 芝浦駐屯地：1957年（昭和32年）9月2日から
3. 市ヶ谷駐屯地：1960年（昭和35年）1月14日から

- 編制　　：
  - 第301写真中隊本部
  - 写真小隊
- 上級部隊：

1. 不明：1954年（昭和29年）9月25日から
2. 通信団：1960年（昭和35年）1月14日から
3. システム通信団：2018年（平成30年）3月27日から

- 廃止　　：2000年（平成12年）3月27日
- 廃止地　：市ヶ谷駐屯地
- 後継部隊：第301映像写真中隊

## 高射搬送通信中隊
高射搬送通信中隊（こうしゃはんそうちゅうたい）は、第15高射特科連隊および高射特科群隷下のシステム通信科部隊で上級部隊である高射特科群（連隊）本部のある駐屯地に配置されている。
独立中隊として第301から第308までの8個中隊が編制され各高射特科群に編合された。第305高射搬送通信中隊が2018年（平成30年）3月に第5高射特科群とともに廃止、第306高射搬送通信中隊が2014年（平成26年）3月に第15高射特科連隊隷下の高射搬送通信中隊へ改編された。
高射搬送通信中隊の一覧
- 第301高射搬送通信中隊（東千歳駐屯地）第1高射特科群
- 第302高射搬送通信中隊（松戸駐屯地）第2高射特科群
- 第303高射搬送通信中隊（飯塚駐屯地）第3高射特科群
- 第304高射搬送通信中隊（名寄駐屯地）第4高射特科群
- 第305高射搬送通信中隊（八戸駐屯地）第5高射特科群
- 第307高射搬送通信中隊（宮古島駐屯地）第7高射特科群
- 第308高射搬送通信中隊（青野原駐屯地）第8高射特科群
- 第15高射特科連隊高射搬送通信中隊（八重瀬分屯地）第15高射特科連隊

廃止された高射搬送通信中隊等の一覧
独立高射搬送通信中隊が編成される以前は、第1、第2高射特科群隷下に独立高射搬送通信隊が編合されていた。1個中隊が高射特科群の廃編により廃止となっている。
- 第301高射搬送通信隊：細部不明
- 第302高射搬送通信隊（東千歳駐屯地）第1高射特科群：1965年（昭和40年）1月20日に新編。1971年（昭和46年）3月24日に廃止。
- 第303高射搬送通信隊（松戸駐屯地）第2高射特科群：1967年（昭和42年）3月20日に新編。1972年（昭和47年）10月に廃止。
- 第306高射搬送通信中隊（八重瀬分屯地）第6高射特科群：第15高射特科連隊高射搬送通信中隊に改編。

高射搬送通信中隊の概要
第301高射搬送通信中隊（だいさんまるいちこうしゃはんそうちゅうたい）は、陸上自衛隊東千歳駐屯地に駐屯する第1高射特科群隷下のシステム通信科部隊である。部隊間に通信網を構成、維持、運営する。
- 改編部隊：第302高射搬送通信隊（1965年（昭和40年）1月20日から1971年（昭和46年）3月24日）
- 創設　　：1971年（昭和46年）3月25日
- 編成地　：東千歳駐屯地
- 車両表示：301高搬通

- 上級部隊：第1高射特科群
- 主要装備：通信中継装置（ＭＣＴ：通称、エムシーティー）、

第302高射搬送通信中隊（だいさんまるにこうしゃはんそうちゅうたい）は、陸上自衛隊松戸駐屯地に駐屯する第2高射特科群隷下のシステム通信科部隊である。部隊間に通信網を構成、維持、運営する。
- 改編部隊：第303高射搬送通信隊
- 創設　　：1972年（昭和47年）10月
- 編成地　：松戸駐屯地
- 車両表示：302高搬通
- 上級部隊：第2高射特科群
- 主要装備：幹線無線伝送装置、幹線無線中継装置

第303高射搬送通信中隊（だいさんまるさんこうしゃはんそうちゅうたい）は、陸上自衛隊飯塚駐屯地に駐屯する第3高射特科群隷下のシステム通信科部隊である。部隊間に通信網を構成、維持、運営する。
- 創設　　：1971年（昭和46年）3月25日
- 編成地　：飯塚駐屯地
- 車両表示：303高搬通
- 上級部隊：第3高射特科群
- 主要装備：通信中継装置（ＭＣＴ：通称、エムシーティー）

第304高射搬送通信中隊（だいさんまるよんこうしゃはんそうちゅうたい）は、陸上自衛隊名寄駐屯地に駐屯する第4高射特科群隷下のシステム通信科部隊である。部隊間に通信網を構成、維持、運営する。
- 創設　　：1972年（昭和47年）3月24日
- 編成地　：名寄駐屯地
- 車両表示：304高搬通
- 上級部隊：第4高射特科群

第305高射搬送通信中隊（だいさんまるごこうしゃはんそうちゅうたい）は、陸上自衛隊八戸駐屯地に駐屯する第5高射特科群隷下のシステム通信科部隊である。部隊間に通信網を構成、維持、運営する。
- 創設　　：1973年（昭和48年）3月27日
- 編成地　：八戸駐屯地
- 車両表示：305高搬通
- 廃止　　：2018年（平成30年）3月26日
- 廃止地　：八戸駐屯地
- 後継部隊：第101高射特科隊の一部
- 再編　　：2024年（令和6年）3月21日
- 再編地　：八戸駐屯地

- 上級部隊：

1. 第5高射特科群：1973年（昭和48年）3月27日から2018年（平成30年）3月26日の間。
2. 第5高射特科群：2024年（令和6年）3月21日から

- 備考　　：2018年（平成30年）3月の第5高射特科群の廃編に伴い廃止されたが、第5高射特科群が再編されたため同部隊名で再編された。

第306高射搬送通信中隊（だいさんまるろくこうしゃはんそうちゅうたい）は、陸上自衛隊与座分屯地に駐屯していた第6高射特科群隷下のシステム通信科部隊である。部隊間に通信網を構成、維持、運営する。
- 創設　　：1972年（昭和47年）8月1日
- 編成地　：朝霞駐屯地

- 車両表示：306高搬通
- 駐屯地　：

1. 朝霞駐屯地：1972年（昭和47年）8月1日から
2. 与座分屯地：1973年（昭和48年）4月13日から
3. 八重瀬分屯地：2006年（平成18年）1月1日から　※分屯地名の改称による

- 上級部隊：第6高射特科群
- 廃止　　：2014年（平成26年）3月26日
- 廃止地　：八重瀬分屯地
- 後継部隊：第15高射特科連隊高射搬送通信中隊

第307高射搬送通信中隊（だいさんまるななこうしゃはんそうちゅうたい）は、陸上自衛隊宮古島駐屯地に駐屯する第7高射特科群隷下のシステム通信科部隊である。部隊間に通信網を構成、維持、運営する。
- 創設　　：1974年（昭和49年）8月1日
- 編成地　：竹松駐屯地

- 車両表示：307高搬通
- 駐屯地　：

1. 竹松駐屯地：1974年（昭和49年）8月1日から
2. 宮古島駐屯地：2020年（令和2年）3月26日から

- 上級部隊：第7高射特科群

第308高射搬送通信中隊（だいさんまるはちこうしゃはんそうちゅうたい）は、陸上自衛隊青野原駐屯地に駐屯する第8高射特科群隷下のシステム通信科部隊である。部隊間に通信網を構成、維持、運営する。
- 創設　　：1976年（昭和51年）8月20日
- 編成地　：青野原駐屯地
- 車両表示：308高搬通
- 上級部隊：第8高射特科群

第15高射特科連隊高射搬送通信中隊（だいじゅうごこうしゃとっかれんたいこうしゃはんそうつうしんちゅうたい）は、陸上自衛隊八重瀬分屯地に駐屯する第15高射特科連隊隷下のシステム通信科部隊である。部隊間に通信網を構成、維持、運営する。
- 改編部隊：第6高射特科群第306高射搬送通信中隊
- 創設　　：2014年（平成26年）3月26日
- 編成地　：八重瀬分屯地
- 車両表示：15高-通
- 上級部隊：第15高射特科連隊

高射搬送通信中隊の沿革
- 1965年（昭和40年）1月20日：第302高射搬送通信隊が東千歳駐屯地で新編され、第1高射特科群に編合。
- 1967年（昭和42年）8月10日：第303高射搬送通信隊本部が朝霞駐屯地から松戸駐屯地に移駐。
- 1971年（昭和46年）3月25日：

1. 第302高射搬送通信隊（東千歳駐屯地）を第301高射搬送通信中隊に改称。
2. 第303高射搬送通信中隊が飯塚駐屯地で新編され、第3高射特科群に編合。

- 1972年（昭和47年）
  - 3月24日：第304高射搬送通信中隊が名寄駐屯地で新編され、第4高射特科群に編合。
  - 8月1日：第306高射搬送通信中隊が朝霞駐屯地で新編され、第6高射特科群に編合。
  - 10月：第303高射搬送通信隊が第302高射搬送通信中隊に改称。
- 1973年（昭和48年）
  - 3月27日：第305高射搬送通信中隊が八戸駐屯地で新編され、第5高射特科群に編合。
  - 4月13日：第306高射搬送通信中隊が与座分屯地に駐屯開始。
- 1974年（昭和49年）8月1日：第307高射搬送通信中隊が竹松駐屯地に新編され、第7高射特科群に編合。
- 1976年（昭和51年）8月20日：第308高射搬送通信中隊が青野原駐屯地に新編され、第8高射特科群に編合。
- 2014年（平成26年）3月26日：第306高射搬送通信中隊（八重瀬分屯地）を第15高射特科連隊高射搬送通信中隊に改称。
- 2018年（平成30年）3月26日：第5高射特科群を廃止に伴い、第305高射搬送通信中隊（八戸駐屯地）が廃止。
- 2020年（令和02年）3月26日：第307高射搬送通信中隊が竹松駐屯地から宮古島駐屯地へ移駐。
- 2023年（令和05年）3月16日：第307高射搬送通信中隊端局班が竹松駐屯地から石垣駐屯地に移駐[4][5]。
- 2024年（令和06年）3月21日：第305高射搬送通信中隊が八戸駐屯地に再編され、第5高射特科群に編合。

## システム防護隊
システム防護隊（しすてむぼうごたい）は、サイバー防護隊隷下のシステム通信科部隊である。独立中隊として第301から第305までの5個中隊が編制されサイバー防護隊に編合されている。
システム防護隊の一覧
- 第301システム防護隊（健軍駐屯地）サイバー防護隊
- 第302システム防護隊（朝霞駐屯地）サイバー防護隊
- 第303システム防護隊（伊丹駐屯地）サイバー防護隊
- 第304システム防護隊（札幌駐屯地）サイバー防護隊
- 第305システム防護隊（仙台駐屯地）サイバー防護隊

システム防護隊の概要
第301システム防護隊（だいさんまるいちシステムぼうごたい）は、陸上自衛隊健軍駐屯地に駐屯するサイバー防護隊隷下のシステム通信科部隊である。
- 創設　　：2019年（平成31年）3月26日
- 編成地　：健軍駐屯地
- 車両表示：301シス防

- 上級部隊：

1. 西部方面システム通信群：2019年（平成31年）3月26日から2021年（令和 3年）3月17日の間。
2. サイバー防護隊：2021年（令和3年）3月18日から

第302システム防護隊（だいさんまるにシステムぼうごたい）は、陸上自衛隊朝霞駐屯地に駐屯するサイバー防護隊隷下のシステム通信科部隊である。
- 創設　　：2020年（令和2年）3月26日
- 編成地　：朝霞駐屯地
- 車両表示：302シス防

- 上級部隊：

1. 東部方面システム通信群：2020年（令和2年）3月26日から2021年（令和 3年）3月17日の間。
2. サイバー防護隊：2021年（令和3年）3月18日から

第303システム防護隊（だいさんまるさんシステムぼうごたい）は、陸上自衛隊伊丹駐屯地に駐屯するサイバー防護隊隷下のシステム通信科部隊である。
- 創設　　：2022年（令和4年）3月17日
- 編成地　：伊丹駐屯地
- 車両表示：303シス防
- 上級部隊：サイバー防護隊　2022年（令和4年）3月17日

第304システム防護隊（だいさんまるよんシステムぼうごたい）は、陸上自衛隊札幌駐屯地に駐屯するサイバー防護隊隷下のシステム通信科部隊である。
- 創設　　：2023年（令和5年）3月
- 編成地　：札幌駐屯地
- 車両表示：304シス防
- 上級部隊：サイバー防護隊　2023年（令和5年）3月

第305システム防護隊（だいさんまるごシステムぼうごたい）は、陸上自衛隊仙台駐屯地に駐屯するサイバー防護隊隷下のシステム通信科部隊である。
- 創設　　：2024年（令和6年）3月21日
- 編成地　：仙台駐屯地
- 車両表示：305シス防
- 上級部隊：サイバー防護隊　2024年（令和6年）3月21日

システム防護隊の沿革
- 2019年（平成31年）3月26日：第301システム防護隊を健軍駐屯地に新編し、西部方面システム通信群に編合。
- 2020年（令和02年）3月26日：第302システム防護隊が朝霞駐屯地に新編し、東部方面システム通信群に編合。
- 2021年（令和03年）3月18日：西部方面システム通信群隷下の第301システム防護隊と東部方面システム通信群隷下の第302システム防護隊をサイバー防護隊に編合。

- 2022年（令和04年）3月17日：第303システム防護隊を伊丹駐屯地に新編し、サイバー防護隊に編合。
- 2023年（令和05年）頃：第304システム防護隊を札幌駐屯地に新編し、サイバー防護隊に編合。
- 2024年（令和06年）3月21日：第305システム防護隊を仙台駐屯地に新編し、サイバー防護隊に編合。

## 第101電子戦隊
第101電子戦隊（だいいちまるいちでんしせんたい）は、陸上自衛隊朝霞駐屯地に隊本部が駐屯する電子作戦隊隷下のシステム通信科部隊である。
- 創設　　：2022年（令和4年）3月17日
- 編成地　：朝霞駐屯地
- 車両表示：101電
- 上級部隊：電子作戦隊　2022年（令和4年）3月17日から

第101電子戦隊の編成
- 第101電子戦隊本部（朝霞駐屯地）
- 一部（名称不明）（留萌駐屯地）
- 第6電子戦小隊（相浦駐屯地）[6]
- 一部（名称不明）（知念分屯地）
- 一部（名称不明）（高田駐屯地）
- 第5電子戦小隊（米子駐屯地）[7]
- 一部（名称不明）（与那国駐屯地）

第101電子戦隊の沿革
- 2022年（令和4年）3月17日：第101電子戦隊を朝霞駐屯地に新編し、電子作戦隊（朝霞駐屯地）隷下に編合[8][9]。一部を留萌駐屯地、相浦駐屯地、知念分屯地に配置[10]。
- 2023年（令和5年）3月16日：一部を高田駐屯地、米子駐屯地に配置[11][12]。
- 2024年（令和6年）3月21日：一部を与那国駐屯地に配置[11][13]。

## 電子戦中隊
電子戦中隊（でんしせんちゅうたい）は、電子作戦隊隷下のシステム通信科部隊である。
ネットワーク電子戦システム（NEWS）を装備し、電磁波情報の収集・分析や相手の電波利用の無力化などの任務を遂行する電磁波作戦部隊であり2個中隊が編成されている。健軍駐屯地に本部を置く第301電子戦中隊は、西部方面隊の一部の駐屯地に電子戦小隊を配置している。
電子戦中隊の一覧
- 第301電子戦中隊（健軍駐屯地）電子作戦隊
- 第302電子戦中隊（東千歳駐屯地）電子作戦隊

電子戦中隊の概要
第301電子戦中隊（だいさんまるいちでんしせんちゅうたい）は、陸上自衛隊健軍駐屯地に中隊本部が駐屯する電子作戦隊隷下のシステム通信科部隊である。
隊員約80人で、ネットワーク電子戦システム（NEWS）を装備し、電磁波情報の収集・分析や相手の電波利用の無力化などの任務を遂行する電磁波作戦部隊である。
健軍駐屯地に中隊本部を置き、奄美駐屯地、那覇駐屯地、川内駐屯地、与那国駐屯地、対馬駐屯地に電子戦小隊を配置している。
- 創設　　：2021年（令和3年）3月18日[15][16]。
- 車両表示：301電
- 編成地　：健軍駐屯地
- 編成　　：
  - 中隊本部（健軍駐屯地）
  - 一部（名称不明）（奄美駐屯地）
  - 第2電子戦小隊（那覇駐屯地）[17]
  - 一部（名称不明）（川内駐屯地）270
  - 一部（名称不明）（与那国駐屯地）
  - 一部（名称不明）（対馬駐屯地）

- 主要装備：ネットワーク電子戦システム（NEWS）
- 上級部隊：

1. 西部方面システム通信群：2021年（令和3年）3月18日から2022年（令和4年）3月16日の間。
2. 電子作戦隊：2022年（令和4年）3月17日から

- 備考　　：

第302電子戦中隊（だいさんまるにでんしせんちゅうたい）は、陸上自衛隊東千歳駐屯地に駐屯する電子作戦隊隷下のシステム通信科部隊である。
ネットワーク電子戦システム（NEWS）を装備し、電磁波情報の収集・分析や相手の電波利用の無力化などの任務を遂行する電磁波作戦部隊である。第1電子隊（定員270人）を改編して100人規模の中隊に編成された。
- 改編部隊：第1電子隊
- 創設　　：2024年（令和6年）3月21日
- 車両表示：302電
- 編成地　：東千歳駐屯地
- 主要装備：ネットワーク電子戦システム（NEWS）
- 上級部隊：電子作戦隊：2024年（令和6年）3月21日から
- 備考　　：

電子戦中隊の沿革
- 2021年（令和3年）3月18日：第301電子戦中隊を健軍駐屯地に新編。西部方面システム通信群に隷属。
- 2022年（令和4年）3月17日：第301電子戦中隊（健軍駐屯地）[注 1]を電子作戦隊（朝霞駐屯地）隷下に編合[8][9]。一部を奄美駐屯地、第2電子戦小隊を那覇駐屯地に配置[10][18]。
- 2023年（令和5年）3月16日：第301電子戦中隊の一部を川内駐屯地に配置[11][12]。

- 2024年（令和6年）3月21日：

1. 第301電子戦中隊の一部を与那国駐屯地[11][13]、対馬駐屯地に配置[19]。
2. 第1電子隊（東千歳駐屯地）を改編して第302電子戦中隊を東千歳駐屯地に新編。電子作戦隊（朝霞駐屯地）に隷属。

## 基地通信隊（廃止）
基地通信隊（きちつうしんたい）は、陸上自衛隊の各駐屯地に所在していた陸上自衛隊の通信科部隊である。
1975年（昭和50年）3月に各駐屯地に所在していたナンバリングされた基地通信隊を廃止し、師団単位で基地通信中隊を編成。師団司令部となる駐屯地に中隊本部や電話隊・信務電信隊・搬送隊を置きその他の駐屯地には中隊の派遣隊として分派する改編が行われた。
基地通信隊（廃止）の一覧
- 第304基地通信隊（古河駐屯地）：1975年（昭和50年）3月25日廃止。第316基地通信中隊古河派遣隊に改編。
- 第307基地通信隊（富士駐屯地）：1960年（昭和35年）1月14日新編。
- 第330基地通信隊（上富良野駐屯地）：1975年（昭和50年）3月25日廃止。第301基地通信中隊上富良野派遣隊に改編。
- 第331基地通信隊（三軒家駐屯地）：1966年（昭和41年）2月5日新編。1975年（昭和50年）3月25日廃止。第312基地通信中隊三軒家派遣隊に改編。
- 第359基地通信隊（福島駐屯地）：1975年（昭和50年）3月25日廃止。第315基地通信中隊福島派遣隊に改編。
- 第372基地通信隊（岩手駐屯地）：1975年（昭和50年）3月25日廃止。第305基地通信中隊岩手派遣隊に改編。
- 第384基地通信隊（横浜駐屯地）：1960年（昭和35年）1月14日新編。
- 第403基地通信隊（日高分屯地）：1969年（昭和44年）2月日高分屯地に駐屯開始。時期不明、第313基地通信中隊日高派遣隊に改編。
- 第405基地通信隊（板妻駐屯地）：1975年（昭和50年）3月25日廃止。第309基地通信中隊板妻派遣隊に改編。
- 第410基地通信隊（富山駐屯地）：1975年（昭和50年）3月25日廃止。第306基地通信中隊富山派遣隊に改編。
- 第416基地通信隊（那覇駐屯地）：2010年（平成22年）3月25日廃止。第322基地通信中隊に改編。

基地通信隊の沿革
- 1954年（昭和29年）2月15日：無線隊が北古河駐屯地に発足。
- 1960年（昭和35年）1月14日：

1. 重無線隊を改編し、第304基地通信隊を古河駐屯地に新編。
2. 第307基地通信隊が富士駐屯地に新編。
3. 第330重無線隊を改編し、第330基地通信隊を上富良野駐屯地に新編。
4. 第106固定通信大隊第359重無線隊（福島駐屯地）を改編し、東北方面通信隊第105基地通信大隊第359基地通信隊を福島駐屯地に新編。
5. 第372重無線隊を改編し、第372基地通信隊を岩手駐屯地に新編。
6. 第384基地通信隊を横浜駐屯地に新編。

- 1966年（昭和41年）2月5日：第331基地通信隊が三軒家駐屯地に新編[20]。
- 1968年（昭和43年）3月1日：

1. 第410基地通信隊が富山駐屯地に新編。
2. 第412基地通信隊が和歌山駐屯地に移駐。

- 1969年（昭和44年）2月：第403基地通信隊が日高分屯地に駐屯開始[21]。

- 1973年（昭和48年）10月16日：第1混成団が那覇駐屯地に新編され、第416基地通信隊（那覇駐屯地）を編合。
- 1975年（昭和50年）
  - 3月25日：

  1. 第304基地通信隊（古河駐屯地）を廃止。
  2. 第330基地通信隊（上富良野駐屯地）を廃止。
  3. 第331基地通信隊（三軒家駐屯地）を廃止。
  4. 第359基地通信隊（福島駐屯地）を廃止。
  5. 第372基地通信隊（岩手駐屯地）を廃止。
  6. 第384基地通信隊（横浜駐屯地）を廃止。
  7. 第405基地通信隊（板妻駐屯地）を廃止。
  8. 第410基地通信隊（富山駐屯地）を廃止。
  9. 第412基地通信隊（和歌山駐屯地）を廃止。

  - 3月26日：基地通信隊を改編して、基地通信業務を駐屯地単位方式から地域担任方式に改編。

  1. 第301基地通信中隊上富良野派遣隊を上富良野駐屯地に新編。
  2. 第305基地通信中隊岩手派遣隊を岩手駐屯地に新編。
  3. 第306基地通信中隊富山派遣隊を富山駐屯地に新編。
  4. 第309基地通信中隊横浜派遣隊を横浜駐屯地に新編。
  5. 第312基地通信中隊三軒家派遣隊を三軒家駐屯地に新編。
  6. 第315基地通信中隊福島派遣隊を福島駐屯地に新編。
  7. 第316基地通信中隊古河派遣隊を古河駐屯地に新編。
  8. 第101基地通信大隊第309基地通信中隊板妻派遣隊を板妻駐屯地に新編。
  9. 第318基地通信中隊和歌山派遣隊を和歌山駐屯地に新編。
- 2010年（平成22年）3月25日：旧第1混成団隷下の第416基地通信隊（那覇駐屯地）を廃止し、第322基地通信中隊に改編。西部方面通信群に隷属。

## 基地通信大隊（廃止）
基地通信大隊（きちつうしんだいたい）は、方面通信群の隷下にあった廃止された通信科部隊である。
第101から第105までの5個大隊が各方面隊に編成された。逐次、方面通信群等に編合され隷下部隊となる。1975年（昭和50年）3月に改編され数個の基地通信中隊を編合した。2004年（平成16年）3月以降は、システム管理隊を統合し、逐次基地システム通信大隊に改編された。
基地通信大隊の一覧
- 第101基地通信大隊（朝霞駐屯地）東部方面通信群：2007年（平成19年）3月27日廃止。第105基地システム通信大隊に改編。
- 第102基地通信大隊（札幌駐屯地）北部方面通信群：2004年（平成16年）3月26日廃止。第101基地システム通信大隊に改編。
- 第103基地通信大隊（伊丹駐屯地）中部方面通信群：2006年（平成18年）3月26日廃止。第104基地システム通信大隊に改編。
- 第104基地通信大隊（健軍駐屯地）西部方面通信群：2004年（平成16年）3月26日廃止。第102基地システム通信大隊に改編。
- 第105基地通信大隊（仙台駐屯地）東北方面通信群：2005年（平成17年）3月27日廃止。第103基地システム通信大隊に改編。

基地通信大隊の概要
第101基地通信大隊（だいいちまるいちきちつうしんだいたい）は、陸上自衛隊朝霞駐屯地に駐屯していた東部方面通信群隷下の通信科部隊で2007年（平成19年）3月27日に廃止された。
- 創設　　：1960年（昭和35年）1月14日
- 編成地　：市ヶ谷駐屯地

- 駐屯地　：

1. 市ヶ谷駐屯地：1960年（昭和35年）1月14日から1994年（平成6年）11月27日の間。
2. 朝霞駐屯地：1994年（平成6年）11月28日から2007年（平成19年）3月27日の間。

- 編成　　：
  - 第101基地通信大隊本部
  - 第101基地通信大隊本部付隊「101基通-本」
  - 第309基地通信中隊「309基通」
  - 第316基地通信中隊「316基通」（練馬駐屯地）
  - 第317基地通信中隊「317基通」（相馬原駐屯地）
  - 第320基地通信中隊「320基通」（霞ヶ浦駐屯地）
- 上級部隊：

1. 東部方面隊直轄：1960年（昭和35年）1月14日から1983年（昭和58年）3月23日の間。
2. 東部方面通信群：1983年（昭和58年）3月24日から

- 廃止　　：2007年（平成19年）3月27日
- 廃止地　：朝霞駐屯地
- 隷下部隊：
- 後継部隊：第105基地システム通信大隊

- 備考　　：

第102基地通信大隊（だいいちまるにきちつうしんだいたい）は、陸上自衛隊札幌駐屯地に駐屯していた北部方面通信群隷下の通信科部隊で2004年（平成16年）3月26日に廃止された。
- 創設　　：1960年（昭和35年）1月14日
- 編成地　：札幌駐屯地

- 上級部隊：

1. 北部方面隊直轄：1960年（昭和35年）1月14日から1960年（昭和35年）1月13日の間。
2. 北部方面通信隊：1960年（昭和35年）1月14日から1968年（昭和43年）2月29日
3. 北部方面通信群：1968年（昭和43年）3月1日から2004年（平成16年）3月26日の間。

- 廃止　　：2004年（平成16年）3月26日
- 廃止地　：札幌駐屯地
- 隷下部隊：
- 後継部隊：第101基地システム通信大隊

- 備考　　：

第103基地通信大隊（だいいちまるさんきちつうしんだいたい）は、陸上自衛隊伊丹駐屯地に駐屯していた中部方面通信群隷下の通信科部隊で2006年（平成18年）3月26日に廃止された。
- 創設　　：1960年（昭和35年）1月14日
- 編成地　：豊中分屯地
- 駐屯地　：

1. 豊中分屯地：新編から1970年（昭和45年）3月14日の間。
2. 伊丹駐屯地：1970年（昭和45年）3月15日から2006年（平成18年）3月26日の間。

- 上級部隊：

1. 中部方面隊直轄：1960年（昭和35年）1月14日から1963年（昭和38年）3月30日の間。
2. 中部方面通信隊：1963年（昭和38年）3月31日から1968年（昭和43年）2月29日の間。
3. 中部方面通信群：1968年（昭和43年）3月1日から2006年（平成18年）3月26日の間。

- 廃止　　：2006年（平成18年）3月26日
- 廃止地　：伊丹駐屯地
- 隷下部隊：
- 後継部隊：第104基地システム通信大隊

- 備考　　：

第104基地通信大隊（だいいちまるよんきちつうしんだいたい）は、陸上自衛隊健軍駐屯地に駐屯していた西部方面通信群隷下の通信科部隊で2004年（平成16年）3月26日に廃止された。
- 創設　　：1960年（昭和35年）1月14日
- 編成地　：健軍駐屯地

- 上級部隊：

1. 西部方面隊直轄：1960年（昭和35年）1月14日から1960年（昭和35年）1月13日の間。
2. 西部方面通信隊：1960年（昭和35年）1月14日から1968年（昭和43年）2月29日の間。
3. 西部方面通信群：1968年（昭和43年）3月1日から2004年（平成16年）3月26日の間。

- 廃止　　：2004年（平成16年）3月26日
- 廃止地　：健軍駐屯地
- 隷下部隊：
- 後継部隊：第102基地システム通信大隊

- 備考　　：

第105基地通信大隊（だいいちまるごきちつうしんだいたい）は、陸上自衛隊仙台駐屯地に駐屯していた東北方面通信群隷下の通信科部隊で2005年（平成17年）3月27日に廃止された。
- 改編部隊：第106固定通信大隊
- 創設　　：1960年（昭和35年）1月14日
- 編成地　：仙台駐屯地

- 編成　　：
- 上級部隊：

1. 東北方面通信隊：1960年（昭和35年）1月14日から1968年（昭和43年）2月29日の間。
2. 東北方面通信群：1968年（昭和43年）3月1日から2005年（平成17年）3月27日の間。

- 廃止　　：2005年（平成17年）3月27日
- 廃止地　：仙台駐屯地
- 後継部隊：第103基地システム通信大隊

- 備考　　：

基地通信大隊の沿革
- 1960年（昭和35年）1月14日：

1. 第101基地通信大隊が市ヶ谷駐屯地に新編され、東部方面隊直轄部隊となる。
2. 第102基地通信大隊が札幌駐屯地に新編され、北部方面通信隊（札幌駐屯地）に編合。
3. 第103基地通信大隊が豊中分屯地に新編され、中部方面隊直轄部隊となる。
4. 第104基地通信大隊が健軍駐屯地に新編され、西部方面通信隊（健軍駐屯地）に編合。
5. 第105基地通信大隊が仙台駐屯地に新編され、東北方面通信隊（仙台駐屯地）に編合。

- 1963年（昭和38年）3月31日：中部方面通信隊が伊丹駐屯地に新編され、第103基地通信大隊（豊中分屯地）を編合。

- 1968年（昭和43年）3月1日：

1. 北部方面通信隊が北部方面通信群に称号変更され、第102基地通信大隊（札幌駐屯地）を編合。
2. 東北方面通信隊が東北方面通信群に称号変更され、第105基地通信大隊（仙台駐屯地）を編合。
3. 西部方面通信隊が西部方面通信群に称号変更され、第104基地通信大隊（健軍駐屯地）を編合。

- 1970年（昭和45年）3月15日：第103基地通信大隊が豊中分屯地から伊丹駐屯地へ移駐。
- 1975年（昭和50年）3月26日：

1. 第101基地通信大隊（市ヶ谷駐屯地）に基地通信中隊を編合。
2. 第102基地通信大隊（札幌駐屯地）に基地通信中隊を編合。
3. 第103基地通信大隊（伊丹駐屯地）に基地通信中隊を編合。
4. 第104基地通信大隊（健軍駐屯地）に基地通信中隊を編合。
5. 第105基地通信大隊（仙台駐屯地）に基地通信中隊を編合。

- 1983年（昭和58年）3月24日：東部方面通信群が市ヶ谷駐屯地に新編され、第101基地通信大隊（市ヶ谷駐屯地）を編合。
- 1994年（平成6年）11月28日：第101基地通信大隊が市ヶ谷駐屯地から朝霞駐屯地に移駐。
- 2004年（平成16年）3月26日：

1. 第102基地通信大隊（札幌駐屯地）を廃止し、第101システム管理隊（札幌駐屯地）を統合し第101基地システム通信大隊に改編。
2. 第104基地通信大隊（健軍駐屯地）を廃止し、第103システム管理隊（健軍駐屯地）を統合し第102基地システム通信大隊に改編。

- 2005年（平成17年）3月27日：第105基地通信大隊（仙台駐屯地）を廃止し、第104システム管理隊（仙台駐屯地）を統合し第103基地システム通信大隊に改編。

- 2006年（平成18年）3月26日：第103基地通信大隊（伊丹駐屯地）を廃止し、第105システム管理隊（伊丹駐屯地）を統合し第104基地システム通信大隊に改編。

- 2007年（平成19年）3月27日：第101基地通信大隊（朝霞駐屯地）を廃止し、第102システム管理隊（朝霞駐屯地）を統合し第105基地システム通信大隊に改編。

## 通信運用大隊（廃止）
通信運用大隊（つうしんうんようだいたい）は、方面通信群等隷下にあった通信科部隊である。　
通信運用大隊の一覧
- 第101通信運用大隊（久里浜駐屯地）中央野外通信群：1960年（昭和35年）1月14日新編。2000年（平成12年）3月27日廃止。第301通信運用中隊に改編。
- 第102通信運用大隊（札幌駐屯地）北部方面通信群：1960年（昭和35年）1月14日新編。2001年（平成13年）3月26日廃止。第101指揮所通信大隊に改編。
- 第103通信運用大隊（健軍駐屯地）西部方面通信群：1960年（昭和35年）1月14日新編。2009年（平成21年）3月25日廃止。第103指揮所通信大隊に改編。
- 第104通信運用大隊（伊丹駐屯地）中部方面通信群：1963年（昭和38年）3月31日新編。2012年（平成24年）3月25日廃止。第104指揮所通信大隊に改編。
- 第105通信運用大隊（仙台駐屯地）東北方面通信群：1968年（昭和43年）3月1日新編。2005年（平成17年）3月27日廃止。第102指揮所通信大隊に改編。
- 第106通信運用大隊（久里浜駐屯地）東部方面通信群：1983年（昭和58年）3月24日新編。2016年（平成28年）3月27日廃止。第105指揮所通信大隊に改編。

通信運用大隊の概要
第101通信運用大隊（だいいちまるいちつうしんうんようだいたい）は、陸上自衛隊久里浜駐屯地に駐屯していた中央野外通信群隷下の通信科部隊で2000年（平成12年）3月27日に廃止された。
- 創設　　：1960年（昭和35年）1月14日
- 編成地　：久里浜駐屯地
- 上級部隊：

1. 中央野外通信隊：1960年（昭和35年）1月14日から
2. 中央野外通信群：1968年（昭和43年）3月1日から

- 廃止　　：2000年（平成12年）3月27日
- 廃止地　：久里浜駐屯地
- 後継部隊：第301通信運用中隊

第102通信運用大隊（だいいちまるにつうしんうんようだいたい）は、陸上自衛隊札幌駐屯地に駐屯していた北部方面通信群隷下の通信科部隊で2001年（平成13年）3月25日に廃止された。
- 創設　　：1960年（昭和35年）1月14日
- 編成地　：札幌駐屯地
- 上級部隊：北部方面通信群
- 廃止　　：2001年（平成13年）3月25日
- 廃止地　：札幌駐屯地
- 後継部隊：第101指揮所通信大隊

第103通信運用大隊（だいいちまるさんつうしんうんようだいたい）は、陸上自衛隊健軍駐屯地に駐屯していた西部方面通信群隷下の通信科部隊で2001年（平成13年）3月25日に廃止された。
- 創設　　：1960年（昭和35年）1月14日
- 編成地　：健軍駐屯地
- 上級部隊：

1. 西部方面通信隊：1960年（昭和35年）1月14日
2. 西部方面通信群：1968年（昭和43年）3月1日

- 廃止　　：2001年（平成13年）3月25日
- 廃止地　：健軍駐屯地
- 後継部隊：第103指揮所通信大隊

第104通信運用大隊（だいいちまるよんつうしんうんようだいたい）は、陸上自衛隊伊丹駐屯地に駐屯していた中部方面通信群隷下の通信科部隊で2012年（平成24年）3月25日に廃止された。
- 創設　　：1963年（昭和38年）3月31日
- 編成地　：大久保駐屯地
- 駐屯地　：

1. 大久保駐屯地：1963年（昭和38年）3月31日
2. 伊丹駐屯地：1970年（昭和45年）3月15日

- 上級部隊：

1. 中部方面通信隊：1963年（昭和38年）3月31日
2. 中部方面通信群：1968年（昭和43年）3月1日

- 廃止　　：2012年（平成24年）3月25日
- 廃止地　：伊丹駐屯地
- 後継部隊：第104指揮所通信大隊

第105通信運用大隊（だいいちまるごつうしんうんようだいたい）は、陸上自衛隊仙台駐屯地に駐屯していた東北方面通信群隷下の通信科部隊で2005年（平成17年）3月27日に廃止された。
- 創設　　：1960年（昭和35年）1月14日
- 編成地　：仙台駐屯地
- 上級部隊：東北方面通信群
- 廃止　　：2005年（平成17年）3月27日
- 廃止地　：仙台駐屯地
- 後継部隊：第102指揮所通信大隊

第106通信運用大隊（だいいちまるろくつうしんうんようだいたい）は、陸上自衛隊朝霞駐屯地に駐屯していた東部方面通信群隷下の通信科部隊で2016年（平成28年）3月27日に廃止された。
- 創設　　：1983年（昭和58年）3月24日
- 編成地　：久里浜駐屯地
- 駐屯地　：

1. 久里浜駐屯地：1983年（昭和58年）3月24日から2001年（平成13年）3月25日
2. 朝霞駐屯地：2001年（平成13年）3月26日から2016年（平成28年）3月27日

- 上級部隊：東部方面通信群
- 廃止　　：2016年（平成28年）3月27日
- 廃止地　：朝霞駐屯地
- 後継部隊：第105指揮所通信大隊

通信運用大隊の沿革
- 1960年（昭和35年）1月14日：

1. 第101通信運用大隊を久里浜駐屯地に新編し、中央野外通信隊に編合。
2. 第102通信運用大隊を札幌駐屯地に新編し、北部方面通信群に編合。
3. 第103通信運用大隊を健軍駐屯地に新編し、西部方面通信隊に編合。

- 1963年（昭和38年）3月31日：第104通信運用大隊が大久保駐屯地に新編し、中部方面通信隊に編合。
- 1968年（昭和43年）3月1日：

1. 中央野外通信隊（久里浜駐屯地）が中央野外通信群に称号変更し、第101通信運用大隊を編合。
2. 西部方面通信隊（健軍駐屯地）が西部方面通信群に称号変更し、第103通信運用大隊を編合。
3. 中部方面通信隊（伊丹駐屯地）が中部方面通信群に称号変更し、第104通信運用大隊を編合。
4. 第105通信運用大隊を仙台駐屯地に新編し、東北方面通信群に編合。

- 1970年（昭和45年）3月15日：第104通信運用大隊が大久保駐屯地から伊丹駐屯地へ移駐。
- 1976年（昭和51年）
  - 3月24日：第104通信運用大隊本部中隊（伊丹駐屯地）を廃止し、本部管理中隊に改編。
  - 3月25日：第104通信運用大隊本部管理中隊を伊丹駐屯地で新編。
- 1983年（昭和58年）3月24日：第106通信運用大隊を久里浜駐屯地に新編し、東部方面通信群に編合。
- 1997年（平成9年）3月28日：

1. 第104通信運用大隊本部管理中隊に映像伝送班を新編。
2. 第105通信運用大隊本部管理中隊に映像伝送班を新編。

- 2000年（平成12年）3月27日：第101通信運用大隊（久里浜駐屯地）を廃止し、第301通信運用中隊に改編。
- 2001年（平成13年）
  - 3月25日：第102通信運用大隊（札幌駐屯地）を廃止し、第101指揮所通信大隊に改編。
  - 3月26日：第106通信運用大隊が久里浜駐屯地から朝霞駐屯地に移駐。
- 2002年（平成14年）
  - 3月26日：第106通信運用大隊本部管理中隊（朝霞駐屯地）が第106通信運用大隊本部付隊に縮小改編。
  - 3月27日：

  1. 第104通信運用大隊本部管理中隊映像伝送班が中部方面通信群本部中隊隷下へ異動。
  2. 第105通信運用大隊本部管理中隊映像伝送班が東北方面通信群本部中隊隷下へ異動。
  3. 第106通信運用大隊本部付隊が朝霞駐屯地に新編。
- 2004年（平成16年）
  - 3月26日：第104通信運用大隊本部管理中隊（伊丹駐屯地）を廃止し、第104通信運用大隊本部付隊に改編。
  - 3月27日：第104通信運用大隊本部付隊を伊丹駐屯地で新編。
- 2005年（平成17年）3月27日：第105通信運用大隊（仙台駐屯地）を廃止し、第102指揮所通信大隊に改編。
- 2009年（平成21年）3月25日：第103通信運用大隊（健軍駐屯地）を廃止し、第103指揮所通信大隊に改編。
- 2012年（平成24年）3月25日：第104通信運用大隊（伊丹駐屯地）を廃止し、第104指揮所通信大隊に改編。
- 2016年（平成28年）3月27日：第106通信運用大隊（朝霞駐屯地）を廃止し、第105指揮所通信大隊に改編。

## 通信運用中隊（廃止）
第301通信運用中隊（だいさんまるいちつうしんうんようちゅうたい）は、陸上自衛隊久里浜駐屯地に駐屯していた中央野外通信群隷下の通信科部隊である。
- 改編部隊：第101通信運用大隊
- 創設　　：2000年（平成12年）3月28日
- 編成地　：久里浜駐屯地
- 車両表示：301通運
- 上級部隊：中央野外通信群
- 廃止　　：2018年（平成30年）3月26日
- 廃止地　：久里浜駐屯地
- 後継部隊：第301指揮所通信中隊

通信運用中隊の沿革
- 2000年（平成12年）3月28日：第301通信運用中隊を久里浜駐屯地に新編。
- 2018年（平成30年）3月26日：第301通信運用中隊（久里浜駐屯地）を廃止し、第301指揮所通信中隊に改編。

## 搬送通信中隊（廃止）
搬送通信中隊（はんそうつうしんちゅうたい）は、方面通信群隷下にあった通信科部隊である。
廃止された搬送通信中隊の一覧
- 第301搬送通信中隊（健軍駐屯地）西部方面通信群：2009年（平成21年）3月25日廃止。第302中枢交換通信中隊に改編。
- 第302搬送通信中隊（伊丹駐屯地）中部方面通信群：2012年（平成24年）3月25日廃止。第303中枢交換通信中隊に改編。
- 第303搬送通信中隊（仙台駐屯地）東北方面通信群：1968年（昭和43年）3月1日新編。2005年（平成17年）3月27日廃止。第301中枢交換通信中隊に改編。
- 第304搬送通信中隊（朝霞駐屯地）東部方面通信群：1983年（昭和58年）3月24日新編。2016年（平成28年）3月27日廃止。第304中枢交換通信中隊に改編。

搬送通信中隊の概要
第301搬送通信中隊（だいさんまるいちはんそうつうしんちゅうたい）は、陸上自衛隊健軍駐屯地に駐屯していた西部方面通信群隷下の通信科部隊で2009年（平成21年）3月25日に廃止された。
- 創設　　：不明
- 編成地　：健軍駐屯地
- 車両表示：301搬通
- 上級部隊：

1. 西部方面通信隊：1960年（昭和35年）1月14日から
2. 西部方面通信群：1968年（昭和43年）3月1日から

- 廃止　　：2009年（平成21年）3月25日
- 廃止地　：健軍駐屯地
- 後継部隊：第302中枢交換通信中隊

第302搬送通信中隊（だいさんまるにはんそうつうしんちゅうたい）は、陸上自衛隊伊丹駐屯地に駐屯していた中部方面通信群隷下の通信科部隊で2012年（平成24年）3月25日に廃止された。
- 創設　　：1963年（昭和38年）3月31日
- 編成地　：大久保駐屯地

- 車両表示：302搬通
- 駐屯地　：

1. 大久保駐屯地：1963年（昭和38年）3月31日から
2. 豊中分屯地：1970年（昭和45年）3月15日から
3. 伊丹駐屯地：不明

- 上級部隊：

1. 中部方面通信隊：1963年（昭和38年）3月31日から
2. 中部方面通信群：1968年（昭和43年）3月1日から

- 廃止　　：2012年（平成24年）3月25日
- 廃止地　：伊丹駐屯地
- 後継部隊：第303中枢交換通信中隊

第303搬送通信中隊（だいさんまるさんはんそうつうしんちゅうたい）は、陸上自衛隊仙台駐屯地に駐屯していた東北方面通信群隷下の通信科部隊で2005年（平成17年）3月27日に廃止された。
- 創設　　：1968年（昭和43年）3月1日
- 編成地　：仙台駐屯地
- 車両表示：303搬通
- 上級部隊：東北方面通信群
- 廃止　　：2005年（平成17年）3月27日
- 廃止地　：仙台駐屯地
- 後継部隊：第301中枢交換通信中隊

第304搬送通信中隊（だいさんまるよんはんそうつうしんちゅうたい）は、陸上自衛隊朝霞駐屯地に駐屯していた東部方面通信群隷下の通信科部隊で2005年（平成17年）3月27日に廃止された。
- 創設　　：1983年（昭和58年）3月24日
- 編成地　：久里浜駐屯地

- 車両表示：304搬通
- 駐屯地　：

1. 久里浜駐屯地：1983年（昭和58年）3月24日から
2. 朝霞駐屯地：2001年（平成13年）3月26日から

- 上級部隊：東部方面通信群
- 廃止　　：2005年（平成17年）3月27日
- 廃止地　：朝霞駐屯地
- 後継部隊：第304中枢交換通信中隊

搬送通信中隊の沿革
- 1960年（昭和35年）1月14日：第301搬送通信中隊（健軍駐屯地）を西部方面通信隊（健軍駐屯地）に編合。
- 1963年（昭和38年）3月31日：第302搬送通信中隊（大久保駐屯地）を中部方面通信隊（伊丹駐屯地）に編合。
- 1968年（昭和43年）3月1日：

1. 第301搬送通信中隊（健軍駐屯地）を西部方面通信群（健軍駐屯地）に編合。
2. 第302搬送通信中隊（大久保駐屯地）を中部方面通信群（伊丹駐屯地）に編合。
3. 第303搬送通信中隊を仙台駐屯地に新編し、東北方面通信群（仙台駐屯地）に編合。

- 1970年（昭和45年）3月15日：第302搬送通信中隊が大久保駐屯地から豊中分屯地へ移駐。
- 1983年（昭和58年）3月24日：第304搬送通信中隊を久里浜駐屯地に新編し、東部方面通信群（久里浜駐屯地）に編合。
- 2001年（平成13年）3月26日：第304搬送通信中隊が久里浜駐屯地から朝霞駐屯地に移駐。
- 2005年（平成17年）3月27日：第303搬送通信中隊（仙台駐屯地）を廃止し、第301中枢交換通信中隊に改編。
- 2009年（平成21年）3月25日：第301搬送通信中隊（健軍駐屯地）を廃止し、第302中枢交換通信中隊に改編。
- 2012年（平成24年）3月25日：第302搬送通信中隊（伊丹駐屯地）を廃止し、第303中枢交換通信中隊に改編。
- 2016年（平成28年）3月27日：第304搬送通信中隊（朝霞駐屯地）を廃止し、第304中枢交換通信中隊に改編。

## 通信支援中隊（廃止）
通信支援中隊（つうしんしえんちゅうたい）は、北部方面隊と西部方面隊の方面通信群隷下にあった通信科部隊である。
2個中隊が編成された。方面隊直轄部隊のための通信組織を構成・維持・運営を行っていた。
通信支援中隊の一覧
- 第301通信支援中隊（札幌駐屯地）北部方面通信群：2000年（平成12年）3月28日廃止。
- 第302通信支援中隊（健軍駐屯地）西部方面通信群：2009年（平成21年）3月25日廃止。第302中枢交換通信中隊に改編。

通信支援中隊の概要
第301通信支援中隊（だいさんまるいちつうしんしえんちゅうたい）は、陸上自衛隊札幌駐屯地に駐屯していた北部方面通信群隷下の通信科部隊で2000年（平成12年）3月28日に廃止された。
- 創設　　：不明
- 編成地　：札幌駐屯地
- 車両表示：301通支
- 上級部隊：

1. 北部方面通信隊：1960年（昭和35年）1月14日から
2. 北部方面通信群：1968年（昭和43年）3月1日から

- 廃止　　：2000年（平成12年）3月28日
- 廃止地　：札幌駐屯地
- 後継部隊：

第302通信支援中隊（だいさんまるにつうしんしえんちゅうたい）は、陸上自衛隊健軍駐屯地に駐屯していた西部方面通信群隷下の通信科部隊で2009年（平成21年）3月25日に廃止された。
- 創設　　：不明
- 編成地　：健軍駐屯地
- 車両表示：302通支
- 上級部隊：

1. 西部方面通信隊：1960年（昭和35年）1月14日から
2. 西部方面通信群：1968年（昭和43年）3月1日から

- 廃止　　：2009年（平成21年）3月25日
- 廃止地　：健軍駐屯地
- 後継部隊：第302中枢交換通信中隊の一部

通信支援中隊の沿革
- 1960年（昭和35年）1月14日：

1. 第301通信支援中隊（札幌駐屯地）が北部方面通信隊に編合。
2. 第302通信支援中隊（健軍駐屯地）が西部方面通信隊に編合。

- 1968年（昭和43年）3月1日：

1. 第301通信支援中隊（札幌駐屯地）が北部方面通信群に編合。
2. 第302通信支援中隊（健軍駐屯地）が西部方面通信群に編合。

- 2000年（平成12年）3月28日：第301通信支援中隊（札幌駐屯地）を廃止。
- 2009年（平成21年）3月25日：第302通信支援中隊（健軍駐屯地）を廃止し、第302中枢交換通信中隊の一部に改編。

## システム管理隊（廃止）
システム管理隊（しすてむかんりたい）は、方面通信群隷下にあった通信科部隊である。
第101から第105までの5個隊が通信群本部の所在する駐屯地に編成された。2004年（平成16年）3月から基地通信大隊の一部として統合・廃止され、2006年（平成18年）3月に全て廃止された。
システム管理隊の一覧
- 第101システム管理隊（札幌駐屯地）北部方面通信群：
- 第102システム管理隊（朝霞駐屯地）東部方面通信群：
- 第103システム管理隊（健軍駐屯地）西部方面通信群：

- 第104システム管理隊（仙台駐屯地）東北方面通信群：システム
- 第105システム管理隊（伊丹駐屯地）中部方面通信群：

システム管理隊の概要
第101システム管理隊（だいいちまるいちシステムかんりたい）は、陸上自衛隊札幌駐屯地に駐屯していた北部方面通信群隷下の通信科部隊で2004年（平成16年）3月26日に廃止された。
- 創設　　：1994年（平成6年）3月28日
- 編成地　：札幌駐屯地
- 車両表示：101シス菅
- 上級部隊：北部方面通信群

- 廃止　　：2004年（平成16年）3月26日
- 廃止地　：札幌駐屯地
- 後継部隊：第301基地システム通信中隊システム運営隊

第102システム管理隊（だいいちまるにシステムかんりたい）は、陸上自衛隊朝霞駐屯地に駐屯していた東部方面通信群隷下の通信科部隊で2007年（平成19年）3月27日に廃止された。
- 創設　　：1997年（平成9年）3月28日
- 編成地　：朝霞駐屯地
- 車両表示：102シス菅
- 上級部隊：東部方面通信群
- 廃止　　：2007年（平成19年）3月27日
- 廃止地　：朝霞駐屯地
- 後継部隊：第302基地システム通信中隊システム運営隊

第103システム管理隊（だいいちまるさんシステムかんりたい）は、陸上自衛隊健軍駐屯地に駐屯していた西部方面通信群隷下の通信科部隊で2004年（平成16年）3月26日に廃止された。
- 創設　　：1999年（平成11年）3月29日
- 編成地　：健軍駐屯地
- 車両表示：103シス菅
- 上級部隊：西部方面通信群

- 廃止　　：2004年（平成16年）3月26日
- 廃止地　：健軍駐屯地
- 後継部隊：第303基地システム通信中隊システム運営隊

第104システム管理隊（だいいちまるよんシステムかんりたい）は、陸上自衛隊仙台駐屯地に駐屯していた東北方面通信群隷下の通信科部隊で2005年（平成17年）3月27日に廃止された。
- 創設　　：2000年（平成12年）3月28日
- 編成地　：仙台駐屯地
- 車両表示：104シス菅
- 上級部隊：東北方面通信群

- 廃止　　：2005年（平成17年）3月27日
- 廃止地　：仙台駐屯地
- 後継部隊：第304基地システム通信中隊システム運営隊

第105システム管理隊（だいいちまるごシステムかんりたい）は、陸上自衛隊伊丹駐屯地に駐屯していた中部方面通信群隷下の通信科部隊で2006年（平成18年）3月26日に廃止された。
- 創設　　：2001年（平成13年）3月26日
- 編成地　：伊丹駐屯地
- 車両表示：105シス菅
- 上級部隊：中部方面通信群

- 廃止　　：2006年（平成18年）3月26日
- 廃止地　：伊丹駐屯地
- 後継部隊：第305基地システム通信中隊システム運営隊

システム管理隊の沿革
- 1994年（平成06年）3月28日：北部方面通信群隷下に第101システム管理隊を札幌駐屯地に新編。
- 1997年（平成09年）3月28日：東部方面通信群隷下に第102システム管理隊を朝霞駐屯地に新編。
- 1999年（平成11年）3月29日：西部方面通信群隷下に第103システム管理隊を健軍駐屯地に新編。
- 2000年（平成12年）3月28日：東北方面通信群隷下に第104システム管理隊を仙台駐屯地に新編。
- 2001年（平成13年）3月26日：中部方面通信群隷下に第105システム管理隊を伊丹駐屯地で新編。
- 2004年（平成16年）3月26日：

1. 第101システム管理隊（札幌駐屯地）を廃止し、第301基地システム通信中隊システム運営隊に改編。
2. 第103システム管理隊（健軍駐屯地）を廃止し、第302基地システム通信中隊システム運営隊に改編。

- 2005年（平成17年）3月27日：第104システム管理隊（仙台駐屯地）を廃止し、第303基地システム通信中隊システム運営隊に改編。
- 2006年（平成18年）3月26日：第105システム管理隊（伊丹駐屯地）を廃止し、第304基地システム通信中隊システム運営隊に改編。
- 2007年（平成19年）3月27日：第102システム管理隊（朝霞駐屯地）を廃止し、第305基地システム通信中隊システム運営隊に改編。